# Crimes de guerra do Japão Imperial

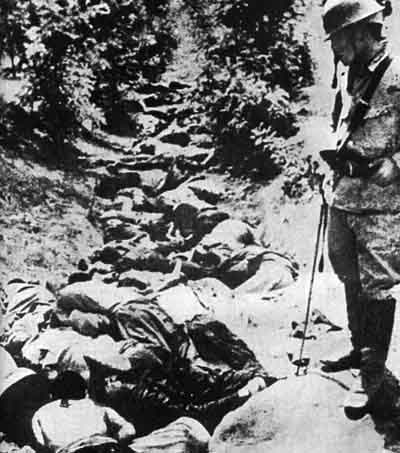
Hsuchow, China, 1938. Uma vala comum cheia de corpos de civis chineses, assassinados por soldados japoneses.

Crimes de guerra do Japão Imperial foram crimes de guerra que ocorreram durante o período do imperialismo japonês. Holocausto Asiático, atrocidades de guerra japonesas ou simplesmente crimes de guerra japoneses também são expressões usadas em referência a estes crimes. Algumas destas atrocidades foram cometidas por militares do Império do Japão em fins do século XIX, embora a grande maioria tenha ocorrido do início do Período Showa (nome dado ao reinado do imperador Hirohito) até a derrota militar dos japoneses, em 1945, encerrando a Segunda Guerra Mundial.
Historiadores e governos de muitos países consideram as forças militares japonesas, particularmente o Exército Imperial Japonês e a Marinha Imperial Japonesa, responsáveis por assassinatos e outros crimes cometidos contra vários milhões de civis e prisioneiros de guerra. O governo do Japão, embora tenha reconhecido que houve excessos cometidos por suas tropas, jamais apresentou um pedido formal de desculpas pelos crimes de guerra.

## Definições
Crimes de guerra podem ser definidos de forma ampla como o comportamento ilegal por parte de militares contra a população civil inimiga ou contra combatentes inimigos. Militares do Império do Japão foram acusados e/ou condenados por terem cometido uma série de violações de direitos humanos contra civis e prisioneiros de guerra na Ásia Oriental e na região do Pacífico Ocidental, no período do imperialismo japonês (de fins do século XIX até meados do século XX). Estes eventos atingiram seu ápice durante a Segunda Guerra Sino-Japonesa, de 1937–45 e as campanhas da Ásia e do Pacífico na II Guerra Mundial (1941-45).[carece de fontes?]

### Direito internacional e japonês
Embora o Império do Japão não tenha assinado as Convenções de Genebra, as quais estabelecem a definição-padrão para crimes de guerra desde 1864, os crimes cometidos podem ser enquadrados em outros aspectos do direito internacional e japonês. Por exemplo, muitos dos crimes atribuídos às tropas japonesas ferem o direito militar japonês, e não foram submetidos à corte marcial, conforme exigido na lei. O Império também violou acordos internacionais assinados pelo Japão, incluindo cláusulas do Tratado de Versalhes tais como a proibição do uso de armas químicas, e as Convenções de Haia (1899 e 1907), que protegem os prisioneiros de guerra. O governo japonês também assinou o Pacto Kellogg-Briand (1929), com isso tornando suas ações entre 1937-45 suscetíveis à acusação de crime contra a paz, o que efetivamente foi apresentado no Julgamento de Tóquio para processar criminosos de guerra "Classe A". Criminosos de guerra "Classe B" foram aqueles considerados culpados por crimes de guerra per se, e criminosos de guerra "Classe C" foram os condenados por crimes contra a humanidade. O governo japonês também aceitou os termos estabelecidos pela Declaração de Potsdam (1945) após o fim da guerra. A declaração fazia alusão, em seu Artigo 10º, a dois tipos de crimes de guerra: um era a violação das leis internacionais, tal como maus-tratos infligidos a prisioneiros de guerra; o outro era obstruir "tendências democráticas do povo japonês" e as liberdades civis no Japão.[carece de fontes?]
No Japão, a expressão "crimes de guerra japoneses" geralmente refere-se apenas aos casos julgados pelo Tribunal Militar Internacional para o Extremo Oriente, mais conhecido como Julgamento de Tóquio, que se seguiu ao fim da Guerra do Pacífico. Todavia, o tribunal não julgou acusações de crimes de guerra envolvendo oficiais de médio escalão ou subalternos. Estes casos foram cuidados separadamente em outras cidades da região do Pacífico asiático.
A lei japonesa não define aqueles condenados nos julgamentos pós-1945 como criminosos, a despeito do fato do governo do Japão haver aceito as sentenças estabelecidas pelo Tribunal Militar Internacional e ratificado o Tratado de San Francisco (1952). Isto deve-se ao fato de que o tratado não menciona a validade legal do tribunal. Especula-se que se o Japão houvesse confirmado a validade das cortes Aliadas de crimes de guerra no Tratado de San Francisco, as sentenças destas poderiam tornar-se suscetíveis a apelações, e derrubadas nas cortes japonesas. Todavia, é público e notório que o Japão vem utilizando-se do tratado como um pretexto para recusar-se a reconhecer sua responsabilidade pelos crimes de guerra, particularmente do ponto de vista da reparação financeira dos indivíduos afetados e seus descendentes.

### Extensão histórica e geográfica

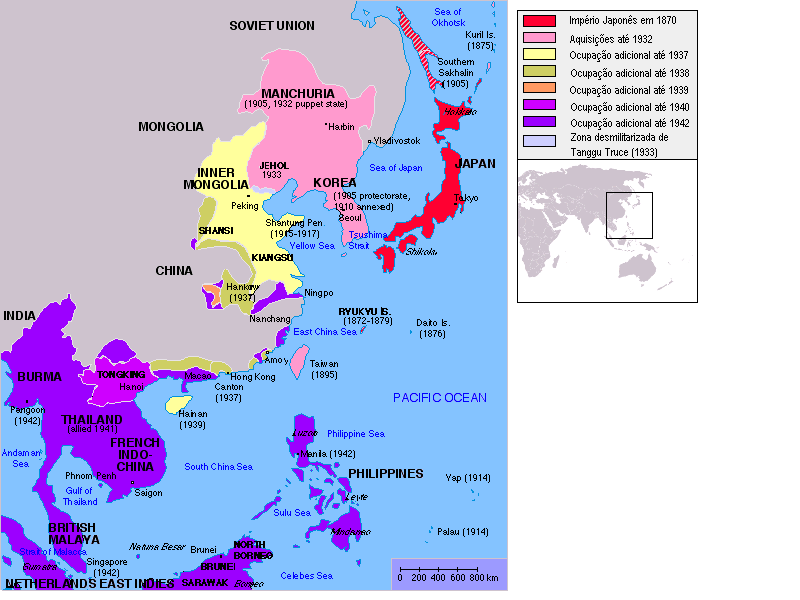
A expansão do Império Japonês: 1870-1942

Fora do Japão, diferentes sociedades têm utilizado amplamente diferentes períodos de tempo ao definir os crimes de guerra japoneses. Por exemplo, a anexação da Coreia pelo Japão em 1910 foi imposta pelos militares japoneses, e seguida pela restrição das liberdades civis e exploração do povo coreano. Assim, alguns coreanos referem-se a "crimes de guerra japoneses" como eventos que ocorrem de 1910 (ou mesmo antes) até 1945.
Em comparação, os Aliados ocidentais não entraram em conflito militar com o Japão até 1941, e estadunidenses, australasianos, asiáticos do sudeste e europeus podem considerar que "crimes de guerra japoneses" são eventos que ocorreram entre 1941-45.
Os crimes de guerra do Japão Imperial nem sempre foram cometidos por indivíduos de origem japonesa. Uma pequena minoria de habitantes de cada país da Ásia e do Pacífico invadido e/ou ocupado pelo Japão, colaborou com os militares japoneses, ou mesmo serviram em suas tropas, por uma ampla gama de razões, tais como problemas financeiros, coação, ou antipatia pelas outras potências imperialistas.
A soberania do Japão sobre a Coreia e Formosa, na primeira metade do século XX, foi reconhecida por acordos internacionais — o Tratado de Shimonoseki (1895) e o Tratado de Anexação Japão-Coreia (1910) — e na época eram considerados como partes integrais do Império Japonês. Todavia, a legalidade destes tratados é motivo de controvérsia, visto que as populações nativas não foram consultadas, houve resistência armada às anexações, e crimes de guerra também podem ser cometidos durante guerras civis.

## Antecedentes

### Cultura militar japonesa e imperialismo

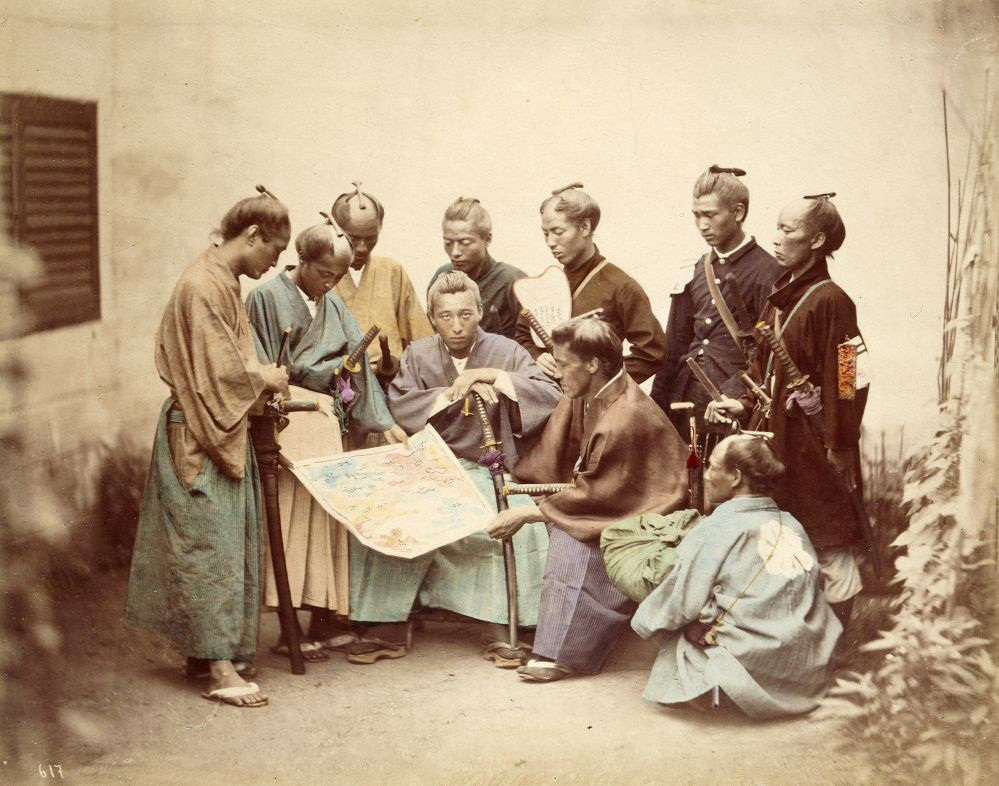
Samurais do clã Chosyu, durante o período da Guerra Boshin (década de 1860)

A cultura militar, especialmente durante a fase imperialista do Japão, teve grande influência na conduta dos militares japoneses antes e durante a II Guerra Mundial.[carece de fontes?]
Nos séculos precedentes, os samurai do Japão haviam sido ensinados a obedecerem seus senhores sem questionar, bem como a serem destemidos em batalha. Depois da Restauração Meiji e o colapso do Xogunato Tokugawa, o imperador tornou-se o foco da lealdade militar. Durante o chamado "Período Imperial", em fins do século XIX, o Japão seguiu o exemplo de outras potências mundiais ao estruturar um império, perseguindo esse objetivo agressivamente.[carece de fontes?]
Como outras potências imperiais, a cultura popular japonesa tornou-se cada vez mais jingoísta, a partir do fim do século XIX e adentrando o século XX. A ascensão do nacionalismo japonês é parcialmente explicado pela adoção do xintoísmo como religião de estado a partir de 1890, incluindo seu entranhamento no sistema educacional. O xintoísmo reputava o imperador como divino, visto que ele era considerado descendente da deusa solar Amaterasu. Isto justificava a exigência de que o imperador e seus representantes deviam ser obedecidos sem questionamentos.[carece de fontes?]
A vitória na Primeira Guerra Sino-Japonesa (1894-95) significou a ascensão do Japão ao status de grande potência militar. Diferentemente de outras grandes potências, o Japão não assinou a Convenção de Genebra — a qual estipula o tratamento humano de civis e prisioneiros de guerra — até o fim da II Guerra Mundial. Não obstante, uma Proclamação Imperial (1894) declarava que os soldados japoneses deveriam fazer todos os esforços para vencer a guerra sem violar leis internacionais. De acordo com o historiador Yuki Tanaka, as forças japonesas durante a Primeira Guerra Sino-Japonesa, libertaram ilesos 1.790 prisioneiros chineses, depois que eles assinaram um compromisso de nunca mais pegar em armas contra o Japão. Depois da Guerra Russo-Japonesa (1904-05), todos os 79.367 prisioneiros do Império Russo foram libertados e pagos pelo trabalho prestado, de acordo com a Convenção de Haia. De modo semelhante, o comportamento dos militares japoneses na I Guerra Mundial (1914-18) foi pelo menos tão humano quanto o dos militares de outros países.[carece de fontes?]

### A guinada nos anos 1930 e 1940
Em fins da década de 1930, a ascensão do militarismo no Japão criou similaridades pelo menos superficiais entre a ampla cultura militar japonesa e aquela da elite militar da Alemanha Nazista, tal como a da Waffen-SS. O Japão também possuía uma polícia secreta militar, conhecida como Kempeitai, a qual lembrava o papel da Gestapo nazista nos países ocupados.
Como em outras ditaduras, brutalidade irracional, ódio e medo tornaram-se corriqueiros. Falhas percebidas ou insuficiente devoção ao imperador atraíam punições, frequentemente do tipo físico. Entre os militares, oficiais atacavam e espancavam homens sob seu comando, os quais tinham de repassar o castigo para os escalões inferiores, até o último. Em campos de prisioneiros, isto significava que os prisioneiros recebiam as piores surras.

## Os crimes

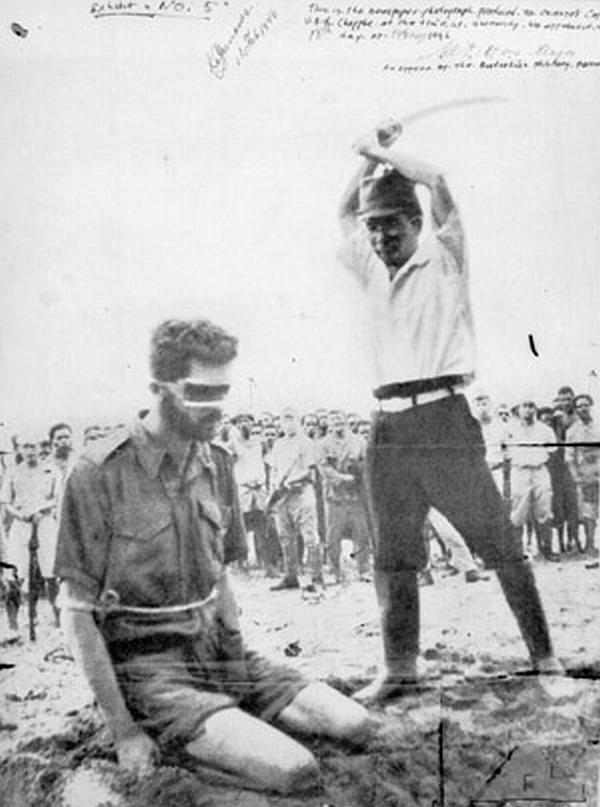
Aitape, Nova Guiné, 1943. Um soldado australiano, o sargento Leonard Siffleet, pouco antes de ser decapitado com uma katana. Muitos prisioneiros de guerra aliados foram executados sumariamente por forças japonesas durante a Guerra do Pacífico. O carrasco, Yasuno Chikao, foi posteriormente capturado e sentenciado à forca, mas teve a pena comutada para 10 anos de prisão.

Por causa da escala de sofrimento absoluto provocado pelos militares japoneses durante as décadas de 1930 e 1940, eles são frequentemente comparados com os militares da Alemanha Nazista durante o período 1933–45. Muita da controvérsia a respeito do papel do Japão na II Guerra Mundial gira em torno dos índices de mortalidade de prisioneiros de guerra e civis sob ocupação japonesa. O historiador Chalmers Johnson assim escreveu :
| “ | Pode não ter sentido tentar estabelecer qual dos dois agressores do Eixo na II Guerra Mundial, Alemanha ou Japão, foi o mais brutal para as pessoas que vitimou. Os alemães mataram seis milhões de judeus e 20 milhões de russos [isto é, de cidadãos soviéticos]; os japoneses assassinaram algo como 30 milhões de filipinos, malaios, vietnamitas, cambojanos, indonésios e burmeses e pelo menos 23 milhões de chineses étnicos. Ambas as nações saquearam os países conquistados, numa escala monumental, embora os japoneses tenham pilhado mais, por um período mais longo, do que os nazistas. Ambos escravizaram milhões e os exploraram como trabalhadores forçados — e, no caso dos japoneses, como prostitutas [forçadas] para tropas nas linhas de frente. Se você era um prisioneiro de guerra dos nazistas de origem britânica, estadunidense, australiana, neozelandesa ou canadense (mas não russa) tinha 4% de chance de morrer antes do fim da guerra; [comparativamente,] o índice de mortalidade dos prisioneiros de guerra aliados mantidos pelos japoneses era de quase 30%. | ” |

A taxa de mortalidade dos prisioneiros de guerra chineses era muito maior porque — sob uma diretriz ratificada em 5 de agosto de 1937 pelo imperador Hirohito — as restrições da lei internacional quanto ao tratamento daqueles prisioneiros foram retiradas. Somente 56 prisioneiros de guerra chineses foram libertados após a rendição do Japão.
Os soldados aliados nos teatros de operações do Pacífico e Ásia eram vítimas da mesma "crueldade e desrespeito insensível pelas normas civilizadas" dedicada aos soldados japoneses, de acordo com o historiador Jeff Kingston, referindo-se ao tratamento dispensado aos prisioneiros de guerra, entre outras questões. Kingston citou os documentaristas Jonathan Lewis e Ben Steele, que disseram: "a impressão de que a guerra foi apenas uma história de selvageria japonesa tem sido erodida por um crescente corpo de evidências das brutalidades dos aliados. A questão é menos se cada um dos lados foi tão mau quanto o outro, mas se tinham mais em comum do que se pensava na época…"

### Assassinatos em massa

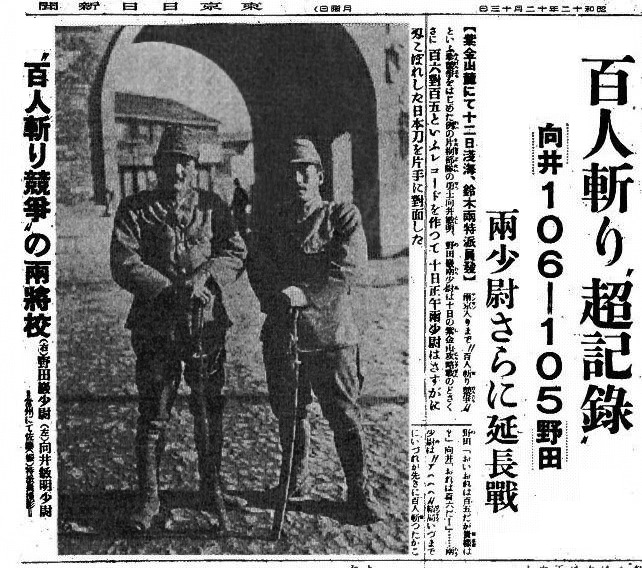
Dois oficiais japoneses, Toshiaki Mukai e Tsuyoshi Noda numa competição para determinar quem conseguiria matar cem pessoas primeiro (com uma espada). A manchete à direita diz: "'Recorde Incrível' (no Concurso de Abater 100 Pessoas) -Mukai 106 - 105 Noda-Ambos 2ºs Tenentes, Fazem uma Rodada Extra" (Tokyo Nichi Nichi, 13 de dezembro de 1937)

R. J. Rummel, professor de ciência política na University of Hawaii, declara que entre 1937 e 1945, os militares japoneses assassinaram de três milhões a mais de dez milhões de pessoas, sendo o número mais provável em torno de seis milhões de chineses, indonésios, coreanos, filipinos e indochineses, entre outros, incluindo prisioneiros de guerra ocidentais. Este democídio deveu-se a uma estratégia moral e politicamente falida, conveniência e costume militar, e cultura nacional." De acordo com Rummel, apenas na China, no período 1937-45, aproximadamente 3,9 milhões de chineses foram assassinados, principalmente civis, como resultado direto das operações japonesas e 10,2 milhões no curso da guerra.
O incidente mais infame durante este período foi o Massacre de Nanquim de 1937-38, quando, de acordo com as descobertas do Tribunal Militar Internacional para o Extremo Oriente, o Exército Imperial Japonês massacrou cerca de 200 mil civis e prisioneiros de guerra, embora existam estimativas ainda maiores, na casa das centenas de milhares. Crime semelhante foi o Massacre de Changjiao. No Sudeste Asiático, o Massacre de Manila, resultou nas mortes de 100 000 civis nas Filipinas, e no massacre Sook Ching, entre 25 mil e 50 mil chineses étnicos de Singapura, foram conduzidos para as praias e massacrados.[carece de fontes?]
O historiador Mitsuyoshi Himeta afirma que o "Sanko Sakusen" (Política dos Três Tudos), uma estratégia de terra queimada usada pelas forças japonesas na China entre 1942-45, e sancionada pessoalmente pelo imperador Hirohito, foi sozinha responsável pelas mortes de "mais de 2,7 milhões" de civis chineses.[carece de fontes?]

### Experimentos em seres humanos e guerra biológica

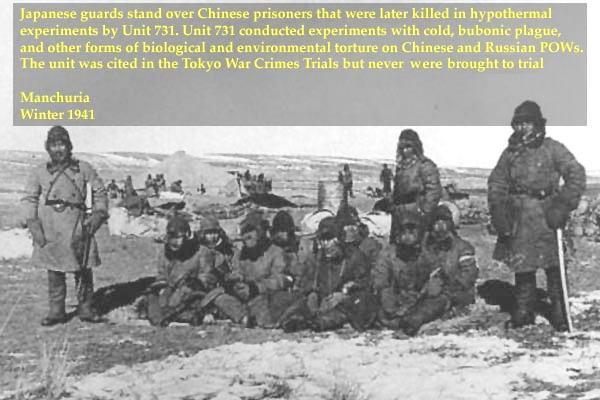
Experiência de hipotermia, usando prisioneiros chineses como cobaias sob vigilância de soldados japoneses.

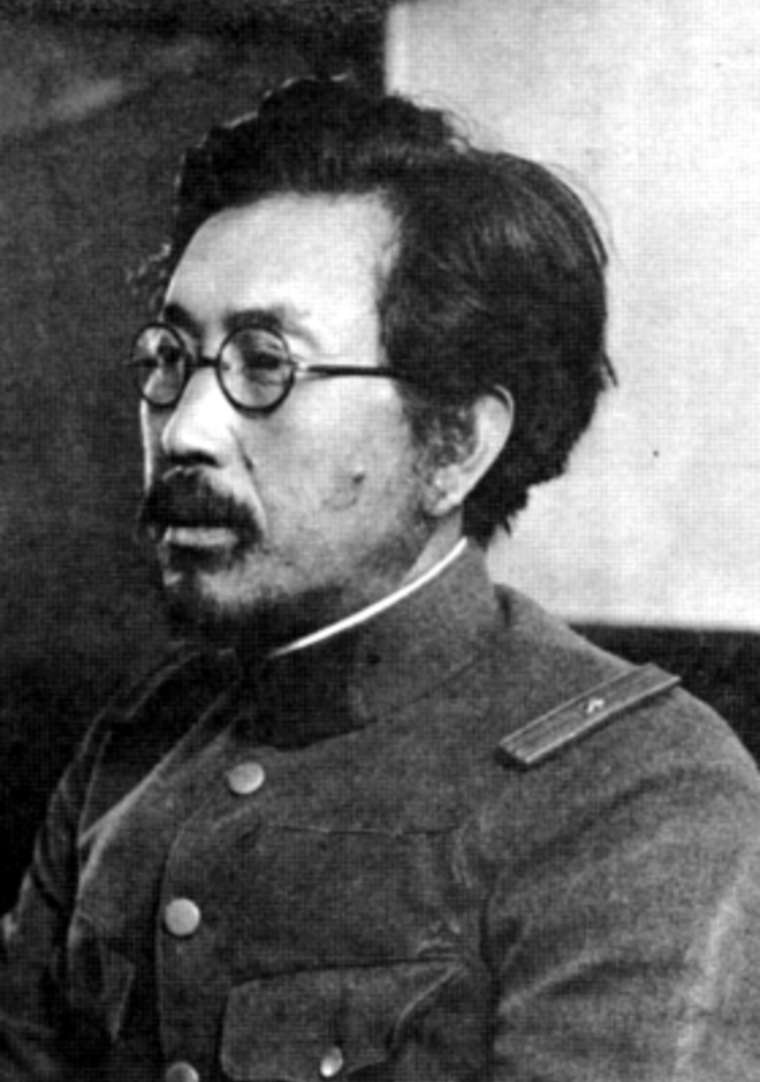
General Shiro Ishii (1892 - 1959), médico e comandante da unidade 731.

Unidades militares especiais japonesas realizaram experimentos em civis e prisioneiros de guerra na China. Uma das mais infames foi a Unidade 731. As vítimas foram submetidas a amputações e vivissecção sem anestesia, e foram usados para testar armas biológicas, entre outros experimentos. A anestesia não era usada porque considerava-se que seu uso afetaria os resultados. Em algumas vítimas, sangue de animais foi injetado em seus corpos.
De acordo com a GlobalSecurity.org, apenas os experimentos realizados pela Unidade 731 provocaram 3.000 mortes. Além disto, "dezenas de milhares, e talvez cerca de 200.000 chineses, morreram de peste bubônica, cólera, antraz e outras moléstias…", resultantes do emprego da guerra biológica.
Um dos casos mais notórios de experimentação com seres humanos ocorreu no próprio Japão. Ao menos nove dos 12 membros da tripulação sobreviveram à queda de um bombardeiro B-29 da United States Army Air Forces, em Kyushu, em 5 de maio de 1945. O comandante do bombardeiro foi enviado para interrogatório em Tóquio, enquanto os outros sobreviventes foram levados para o departamento de anatomia da Universidade Kyushu, em Fukuoka, onde foram submetidos à vivissecção e/ou mortos. Em 11 de março de 1948, 30 pessoas, incluindo vários médicos foram levados a julgamento pelo tribunal de crimes de guerra dos Aliados. Acusações de canibalismo foram descartadas, mas 23 pessoas foram declaradas culpadas de vivissecção e/ou remoção criminosa de partes do corpo. Cinco foram condenadas à morte, quatro à prisão perpétua e o resto a penas menores. Em 1950, o governador militar do Japão, general Douglas MacArthur, comutou todas as sentenças de morte e reduziu significativamente a maioria das penas de prisão. Todos os condenados relacionados à vivissecção na universidade foram libertados em 1958.
Em 2006, o ex-oficial do Exército Imperial Japonês Akira Makino declarou que lhe foi ordenado — como parte de seu treinamento — que efetuasse a vivissecção em cerca de 30 prisioneiros civis nas Filipinas, entre dezembro de 1944 e fevereiro de 1945. A cirurgia incluía amputações.

### Uso de armas químicas
De acordo com os historiadores Yoshiaki Yoshimi e Seiya Matsuno, o imperador Hirohito autorizou através de ordens específicas (rinsanmei) o uso de armas químicas na China. Por exemplo, durante a Batalha de Wuhan, de agosto a outubro de 1938, o imperador autorizou o uso de gás tóxico em 375 ocasiões diferentes, apesar do artigo 23 do Convenções de Haia (1899 e 1907), do artigo V do Tratado em Relação ao Uso Bélico de Submarinos e Gases Venenosos e de uma resolução adotada pela Sociedade das Nações em 14 de maio, condenando o uso de gás venenoso pelo Japão.
Em 2004, Yoshimi e Yuki Tanaka descobriram documentos nos arquivos nacionais australianos, evidenciando que o gás cianureto havia sido testado em prisioneiros de guerra australianos e holandeses em novembro de 1944, nas ilhas Kai (Indonésia).

### Fome evitável
Mortes causadas pelo desvio de recursos para as tropas japonesas em países ocupados, são também consideradas como crimes de guerra por muitos povos. Milhões de civis na Ásia Meridional — especialmente no Vietnã e nas Índias Orientais Neerlandesas (Indonésia), os quais eram grandes produtores de arroz — morreram durante uma fome evitável em 1944–45.

### Tortura de prisioneiros de guerra
Forças imperiais japonesas também foram reportadas como tendo utilizado amplamente a tortura de prisioneiros, geralmente numa tentativa de obter informações militares rapidamente. Prisioneiros torturados eram frequentemente executados em seguida. Uno Shintaro, um ex-oficial do Exército Imperial Japonês que serviu na China, declarou:
Uma das técnicas favoritas dos torturadores japoneses era o afogamento simulado, no qual água era derramada sobre a cabeça da vítima imobilizada, até ela sufocasse e perdesse a consciência. Era então ressuscitada de forma brutal (geralmente, com o torturador pulando sobre seu abdômen, para expulsar a água) e em seguida, submetida a uma nova sessão da tortura. O processo inteiro podia repetir-se por cerca de vinte minutos. Curiosamente, embora os Estados Unidos tenham condenado estas práticas, notoriamente durante o Julgamento de Tóquio, as suas forças armadas usaram a mesma técnica várias vezes no âmbito da Guerra ao Terror. Passaram então a negar que o afogamento simulado fosse tortura, opinião compartilhada por pelo menos um órgão influente da grande imprensa, o The Wall Street Journal, que em 12 de novembro de 2005, pronunciando-se sobre a tortura de supostos terroristas da Al-Qaeda, publicou um editorial negando que a técnica tivesse …qualquer proximidade com tortura.
Durante as eleições presidenciais nos Estados Unidos em 2008, estas interpretações foram alvo de controvérsia, com os candidatos John McCain e Barack Obama considerando a prática como tortura, em oposição a outros candidatos republicanos.

### Execução de aviadores aliados capturados

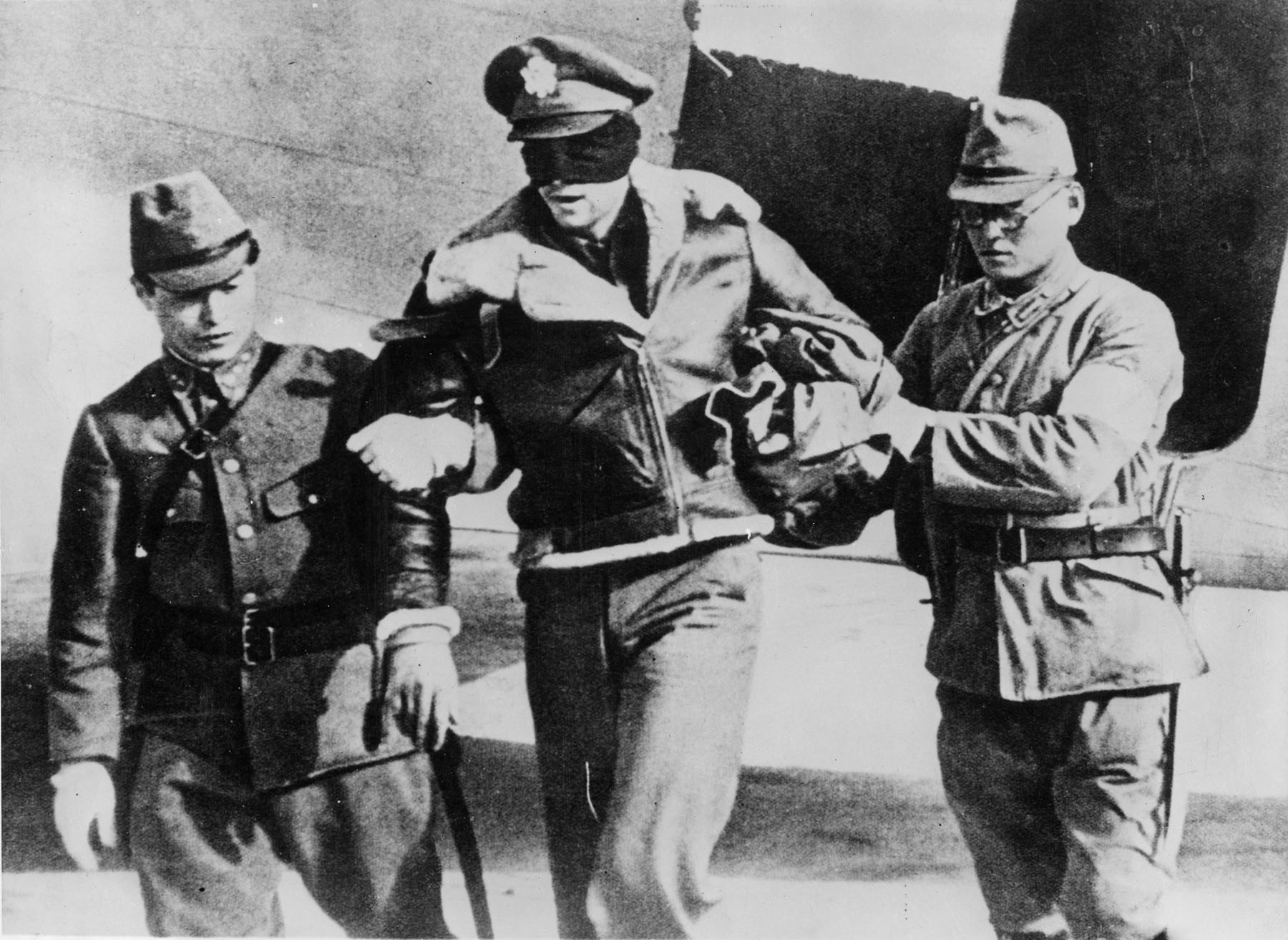
Um Doolittle Raider com os olhos vendados e capturado em 1942

Muitos aviadores aliados capturados pelos japoneses em terra ou no mar foram executados de acordo com a política oficial japonesa. Durante a Batalha de Midway, em junho de 1942, três aviadores americanos que foram abatidos e pousaram no mar foram vistos e capturados por navios de guerra japoneses. Após breves interrogatórios, dois aviadores foram mortos, seus corpos amarrados a latas de querosene de cinco litros cheias de água e despejadas do destróier  Makigumo ; o terceiro foi morto e seu corpo despejado no mar de  Arashi . [carece de fontes?]
Em 13 de agosto de 1942, o Japão aprovou o Ato dos Aviadores Inimigos, que afirmava que os pilotos aliados que bombardeavam alvos não militares no Teatro do Pacífico e foram capturados em terra ou no mar pelas forças japonesas estavam sujeitas a julgamento e punição, apesar da ausência de qualquer lei internacional que contenha disposições sobre guerra aérea. Esta legislação foi aprovada em resposta ao Ataque Doolittle , que ocorreu em 18 de abril de 1942, no qual os bombardeiros norte-americanos B-25 sob o comando do tenente Coronel James Doolittle bombardeou Tóquio e outras cidades japonesas. De acordo com a Convenção de Haia de 1907 (a única convenção que o Japão havia ratificado sobre o tratamento de prisioneiros de guerra), qualquer militar capturado em terra ou no mar por tropas inimigas deveria ser tratado como prisioneiro de guerra e não punido por simplesmente ser combatentes legais. Oito Doolittle Raiders capturados após o desembarque na China (quatro meses antes da aprovação da lei) foram a primeira tripulação aliada a ser levada a um tribunal em Xangai sob o ato, acusada de suposta (mas não comprovada) Execução de civis Japoneses durante o ataque Doolittle. As oito tripulações aéreas foram proibidas de fazer qualquer defesa e, apesar da falta de evidências legítimas, foram consideradas culpadas de participar de operações militares aéreas contra o Japão. Cinco das oito sentenças foram comutadas para prisão perpétua; os outros três aviadores foram levados para um cemitério nos arredores de Xangai, onde foram executados em 14 de outubro de 1942.
O Ato de aviadores inimigos contribuiu para a morte de centenas de aviadores aliados durante a Guerra do Pacífico. Estima-se que 132 aviadores aliados abatidos durante a ataques aéreos ao Japão em 1944-1945 foram sumariamente executados após breves julgamentos em canguru, O pessoal militar japonês imperial matou deliberadamente 33 aviadores americanos em Fukuoka, incluindo quinze que foram decapitados logo após a intenção do governo japonês de render-se, em 15 de agosto de 1945. Multidões de civis também assasinaram vários aviadores aliados antes que os militares japoneses chegassem para levar os aviadores sob custódia. Outros 94 aviadores morreram por outras causas enquanto estavam sob custódia japonesa, incluindo 52 que foram mortos quando foram deliberadamente abandonados em uma prisão durante o bombardeio de Tóquio de 24 a 25 de maio de 1945.

### Canibalismo
Muitos depoimentos escritos e testemunhos coletados pela Australian War Crimes Section do Tribunal de Tóquio, e investigados pelo promotor William Webb (o futuro juiz-chefe), indicam que membros das forças japonesas em muitas partes da Ásia e Pacífico cometeram atos de canibalismo contra prisioneiros de guerra dos Aliados. Em muitos casos, isso foi inspirado por um sempre crescente ataque dos Aliados às linhas de suprimentos dos japoneses, e à morte e doenças das tropas japonesas em virtude da fome. Todavia, de acordo com com o historiador Yuki Tanaka: "o canibalismo era frequentemente uma atividade sistemática conduzida por pelotões inteiros e sob o comando de oficiais". Isto frequentemente envolvia o assassinato com o objetivo de obter corpos. Por exemplo, um prisioneiro de guerra indiano, o Havildar Changdi Ram, testemunhou: "[em 12 de novembro de 1944] a Kempeitai decapitou um piloto [Aliado]. Eu assisti a tudo escondido por trás de uma árvore e vi alguns japoneses cortarem a carne de seus braços, pernas, coxas e nádegas, e levaram para seu quartel… cortaram tudo em pedaços pequenos e fritaram."
Em alguns casos, a carne era cortada de pessoas vivas: outro prisioneiro de guerra indiano, o Lance Naik Hatam Ali (posteriormente cidadão do Paquistão), testemunhou que na Nova Guiné:
Talvez o mais alto oficial condenado por canibalismo tenha sido o tenente-general Yoshio Tachibana, o qual, com outros onze membros das forças japonesas foi julgado em relação à execução de aviadores da marinha estadunidense, e o canibalismo de ao menos um deles, em agosto de 1944, em Chichi Jima, nas ilhas Bonin. Eles foram decapitados por ordem de Tachibana. Como o direito militar e internacional não lida especificamente com canibalismo, eles foram julgados por assassinato e "prevenção de sepultamento honrado". Tachibana foi sentenciado à morte.

### Trabalhos forçados

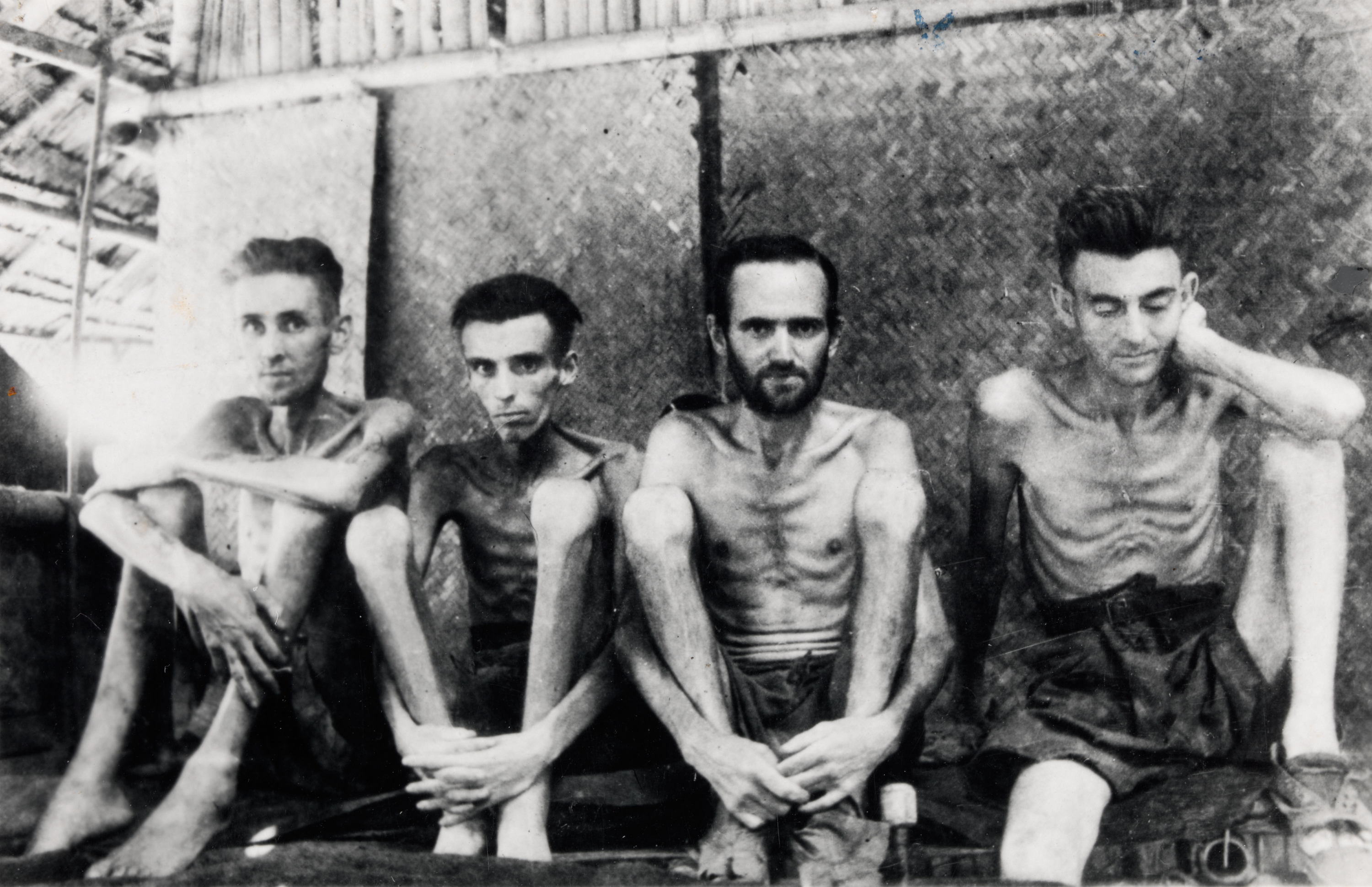
Prisioneiros de guerra australianos e holandeses em Tarsau, Tailândia, empregados na construção da "Ferrovia da Morte".

O uso pelos militares japoneses do trabalhado forçado de civis holandeses, franceses, britânicos, australianos, neozelandeses, chineses e filipinos e prisioneiros de guerra holandeses, franceses, britânicos, australianos, neozelandeses, chineses e filipinos também causou muitas mortes. De acordo com um estudo conjunto de historiadores, incluindo Zhifen Ju, Mitsuyoshi Himeta, Toru Kubo e Mark Peattie, mais de dez milhões de civis chineses foram mobilizados pelo Koa-in (Comissão de Desenvolvimento Japonês da Ásia) para trabalhos forçados. Mais de 100.000 civis e prisioneiros de guerra morreram na construção da Ferrovia Birmânia-Siam.
A Biblioteca do Congresso dos Estados Unidos calcula que, em Java, entre quatro e dez milhões de romusha ("trabalhador braçal"), foram forçados a trabalhar pelos militares japoneses. Cerca de 270 mil destes trabalhadores javaneses foram enviados para outras regiões de domínio japonês no Sudeste da Ásia. Somente 52 mil foram repatriados para Java, o que significa uma taxa de mortalidade em torno de 80%.[carece de fontes?]
De acordo com o historiador Akira Fujiwara, Hirohito pessoalmente ratificou a decisão de remover as restrições do direito internacional (Convenções de Haia (1899 e 1907)) no tratamento de prisioneiros de guerra chineses pela diretriz de 5 de agosto de 1937. Esta notificação também alertava aos oficiais do estado-maior para que parassem de usar a expressão "prisioneiros de guerra". A Convenção de Genebra eximiu prisioneiros de guerra do posto de sargento ou acima, de realizarem trabalho manual, e estipulou que os prisioneiros que realizassem trabalhos deveriam ser abastecidos com rações extras e outros itens essenciais. Todavia, o Japão não assinou a Convenção de Genebra na época e as forças japonesas não seguiram a mesma.[carece de fontes?]

### Mulheres de conforto
As expressões ianpu ("mulheres de conforto") ou jongun-ianpu ("mulheres de conforto militar") são eufemismos para mulheres usadas em bordéis militares em países ocupados, muitas das quais recrutadas à força ou através de fraude, e que consideram-se vítimas de agressão sexual e/ou de escravidão sexual.
Em 1992, o historiador Yoshiaki Yoshimi publicou material baseado em sua pesquisa nos arquivos do Instituto Nacional para Estudos de Defesa japonês. Yoshimi afirmou que havia um vínculo direto entre instituições imperiais como o Kôa-in e os "postos de conforto". Quando as descobertas de Yoshimi foram publicadas na imprensa japonesa em 12 de janeiro de 1993, causaram sensação e forçaram o governo, representado pelo Secretário-Chefe do Gabinete, Koichi Kato, a reconhecer alguns dos fatos no mesmo dia. Em 17 de janeiro, o primeiro-ministro Kiichi Miyazawa apresentou desculpas formais pelo sofrimento das vítimas, durante uma viagem à Coreia do Sul. Em 6 de julho e 4 de agosto, o governo japonês emitiu duas declarações pelas quais reconheceu que os "postos de conforto eram operados em resposta às exigências militares da época", "militares japoneses estiveram, direta ou indiretamente, envolvidos na instituição e administração dos postos de conforto e na transferência das mulheres de conforto" e que as mulheres eram "recrutadas, em muitos casos, contra sua vontade através de engodo e coação".

A controvérsia reacendeu-se em 1 de março de 2007, quando o primeiro-ministro japonês Shinzo Abe mencionou sugestões de que um comitê da Câmara dos Representantes dos Estados Unidos iria solicitar que o governo japonês "se desculpasse e reconhecesse" o papel dos militares do Japão Imperial na escravidão sexual durante a guerra. Todavia, Abe negou que isso se aplicasse aos postos de conforto. "Não há evidência de que havia coação, nada que dê suporte a isso." Os comentários de Abe provocaram reações negativas no estrangeiro. Por exemplo, um editorial do New York Times de 6 de março, dizia:
| “ | Não se tratava de bordéis comerciais. A força, explícita e implícita, era usada no recrutamento destas mulheres. O que acontecia lá dentro era estupro em série, não prostituição. O envolvimento do Exército Japonês está documentado nos próprios arquivos governamentais do Ministério da Defesa. Uma autoridade do alto escalão de Tóquio, meio que se desculpou por esse crime hediondo em 1993… Ontem, rancorosamente, reconheceu as desculpas pela metade de 1993, mas só como parte de uma declaração preventiva de que seu governo rejeitaria a solicitação, agora pendente no Congresso dos Estados Unidos, de desculpas oficiais. A América não é o único país interessado em ver o Japão, tardiamente, reconhecer a sua total responsabilidade. Coreia e China também estão irritados pelos anos de equívocos japoneses sobre este assunto. | ” |

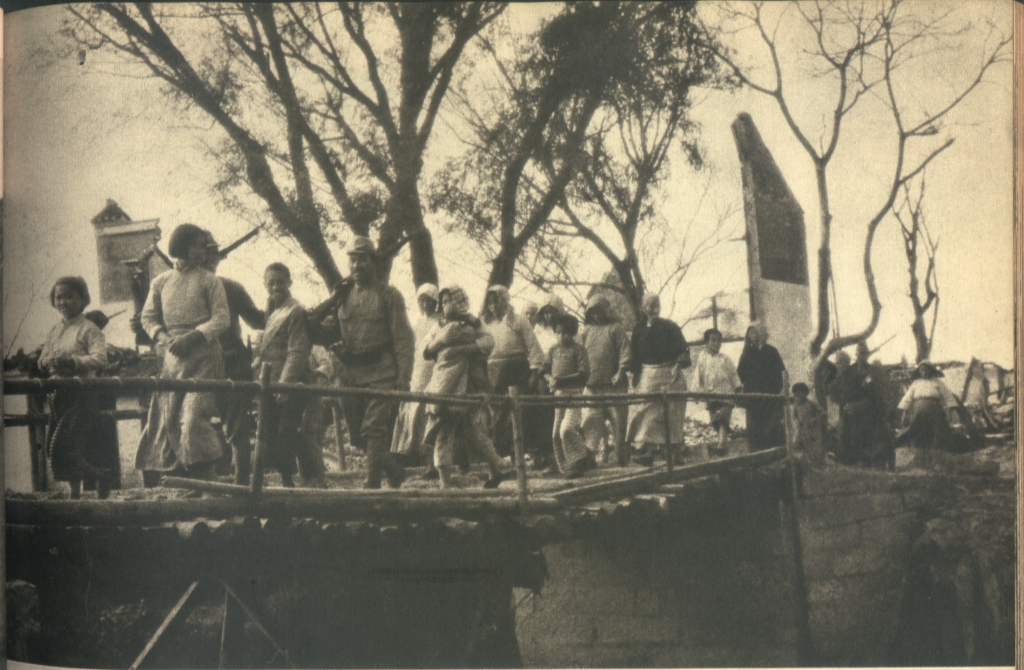
Soldados japoneses escoltam fazendeiros chineses para suas casas na vila de Shengjiaqiao, após um dia de trabalho no campo. Foto para fins de propaganda registrada por Kumazaki Tamaki, correspondente do Asahi Shimbun, em 10 de novembro de 1937, e republicada por Iris Chang em seu livro The Rape of Nanking(1998), com a seguinte legenda: os japoneses arrebanhavam milhares de mulheres. A maioria delas eram estupradas em massa ou forçadas a entrar para a prostituição militar. Criticada pelo fato da legenda nada ter a ver com o contexto da foto, Chang defendeu seu uso alegando que ambas as frases são fatos incontestáveis.

No mesmo dia, o veterano de guerra Yasuji Kaneko admitiu ao The Washington Post que as mulheres "gritavam, mas não nos importava se elas viviam ou morriam. Éramos os soldados do imperador. Fosse nos bordéis militares ou nas aldeias, nós estuprávamos sem hesitação."
Em 17 de abril de 2007, Yoshimi e outro historiador, Hirofumi Hayashi, anunciaram a descoberta, nos arquivos do Julgamento de Tóquio, de sete documentos oficiais sugerindo que as forças militares imperiais, tais como a Tokeitai (polícia secreta naval), coagissem diretamente mulheres para trabalhar nos bordéis da frente de batalha na China, Indochina e Indonésia. Estes documentos, a princípio, haviam sido tornados públicos na época dos julgamento de crimes de guerra. Em um deles, um tenente é citado como confessando haver organizado um bordel o qual ele mesmo frequentava. Outra fonte refere-se a membros da Tokeitai prendendo mulheres nas ruas, e depois de exames médicos forçados, colocando-as para trabalhar em bordéis.
Em 12 de maio de 2007, o jornalista Taichiro Kaijimura anunciou a descoberta de 30 documentos do governo neerlandês submetidos ao Tribunal de Tóquio como evidência de prostituição em massa forçada em 1944, em Magelang.
Em outros casos, vítimas de Timor-Leste testemunharam que foram raptadas quando ainda não haviam tido sequer a primeira menstruação e levadas para bordéis militares, onde eram estupradas repetidamente pelos soldados japoneses, noite após noite.
Uma "mulher de conforto" indonésio-holandesa, Jan Ruff-O'Hearn (agora residente na Austrália), e que forneceu evidências ao comitê estadunidense, disse que o governo japonês havia falhado em assumir as responsabilidades por seus crimes, não desejava pagar compensações às vítimas e que pretendia reescrever a história. Ruff-O'Hearn disse que havia sido estuprada por soldados japoneses "dia e noite", ao longo de três meses, quando tinha 21 anos.
Até a presente data, apenas uma mulher japonesa publicou seu testemunho. Isso ocorreu em 1971, quando uma ex-"mulher de conforto" forçada a trabalhar para soldados do Showa em Taiwan, publicou suas memórias sob o pseudônimo de Suzuko Shirota.
Existem diversas teorias sobre o lugar de origem das mulheres de conforto. Enquanto algumas fontes afirmam que a maioria delas provinha do Japão, outros, incluindo Yoshimi, argumentam que cerca de 200.000 mulheres, principalmente da Coreia e China, e de alguns outros países, tais como Filipinas, Taiwan, Birmânia, as Índias Orientais Neerlandesas, e Austrália foram forçadas a se envolver em atividades sexuais.
Em 26 de junho de 2007, o Comitê de Relações Exteriores da Câmara dos Representantes dos EUA aprovou uma resolução solicitando que o Japão "deveria reconhecer, desculpar-se e aceitar sua responsabilidade histórica de maneira clara e inequívoca pela coerção militar de mulheres com fins de escravidão sexual durante a guerra". Em 30 de julho de 2007, a Câmara dos Representantes aprovou a resolução, enquanto Shinzo Abe classificava a decisão como "lamentável".

### Pilhagem

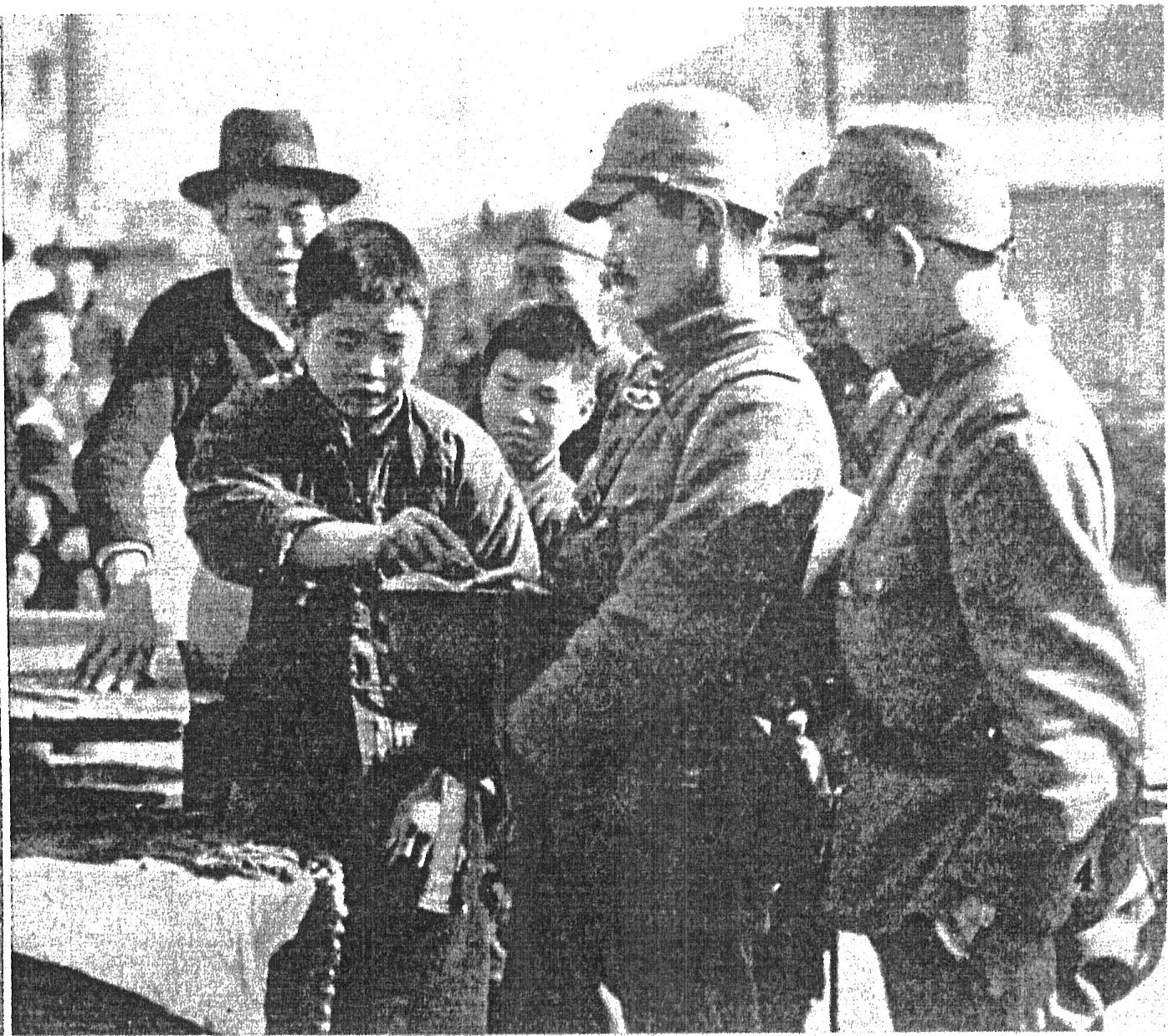
Soldados japoneses vão às compras em Nanquim. Foto de propaganda registrada em 17 de dezembro de 1937 e publicada pelo Asahi Shimbun em janeiro de 1938.

Vários historiadores afirmam que o governo imperial e membros das forças militares japonesas envolveram-se em pilhagem sistemática durante o período que foi de 1895 a 1945. As propriedades roubadas incluíam vários tipos diferentes de bens valiosos, saqueados de bancos, caixas-fortes, templos, igrejas, mesquitas, galerias de arte, escritórios comerciais, bibliotecas (inclusive de mosteiros budistas), museus e residências particulares.
Na China, uma testemunha ocular, o jornalista F. Tillman do The New York Times, enviou um artigo para o seu jornal onde descreveu a entrada do Exército Imperial Japonês em Nanquim (dezembro de 1937): a pilhagem efetuada pelos japoneses atingiu praticamente a cidade inteira. Quase todos os edifícios foram adentrados por soldados japoneses, frequentemente sob as vistas de seus oficiais, e os homens pegavam tudo o que queriam. Com frequência, os soldados japoneses obrigavam chineses a carregarem o saque.
Na Coreia, estima-se que cerca de 100 000 artefatos e bens culturais inestimáveis tenham sido pilhados por autoridades coloniais e colecionadores privados japoneses durante os quase 50 anos de ocupação militar. E, ao contrário das obras de arte saqueadas pelos nazistas na Europa, a restituição dos bens aos seus legítimos donos ou mesmo a discussão de reparações financeiras no pós-guerra, encontrou forte resistência por parte do governo estadunidense, particularmente de seu homem forte na Ásia, o general Douglas MacArthur.
A discordância de MacArthur não estava baseada em questões de direitos, ética ou moral, mas de conveniência política. Ele manifestou-se sobre o tema numa mensagem transmitida por rádio para o Exército dos Estados Unidos em maio de 1948, cuja transcrição foi encontrada pela revista Time nos Arquivos Nacionais estadunidenses. Nela MacArthur declara: "estou em completo desacordo mesmo com o ponto de vista minoritário da substituição de propriedade cultural perdida ou destruída em consequência de ação militar e ocupação". Com o advento da Guerra Fria, o general temia "amargurar o povo japonês em relação a nós e tornar o Japão vulnerável à pressões ideológicas e um campo fértil para ação subversiva".
Enquanto a maior parte dos coreanos sente-se ultrajada em saber que parte de sua história está trancada em coleções de particulares, museus e universidades japonesas, alguns japoneses defendem-se afirmando que britânicos e franceses agiram de forma semelhante em seus territórios coloniais sem jamais despertar celeuma idêntica, e outros, como o professor de literatura coreana Lee Sungsi, da Universidade Waseda de Tóquio, chegam até mesmo a afirmar que os coreanos deveriam "agradecer" aos japoneses por terem feito "algo bom" (no sentido de preservar os bens culturais em locais seguros).
Kyoichi Arimitsu, um dos últimos remanescentes do período intensivo de exploração arqueológica japonesa na península coreana, iniciado logo no início do século XX, concorda que a pilhagem na década de 1930 estava fora de controle, mas que pesquisadores acadêmicos, como ele, nada tinham a ver com isso. Entretanto, reconhece que as melhores peças escavadas eram enviadas para o governador-geral, o qual então decidia o que seria enviado para o imperador Hirohito.
Em 1965, Japão e Coreia do Sul negociaram um tratado para restabelecer relações diplomáticas e a questão das restituições foi colocada em pauta. Todavia, o então ditador sul-coreano, Park Chung-hee, preferiu receber uma indenização em dinheiro que lhe permitiria construir rodovias e siderúrgicas; obras de arte e bens culturais não eram prioridade. Como resultado, na época os coreanos tiveram de contentar-se com a devolução de apenas 1.326 itens, dos quais, 852 livros raros e 438 peças de cerâmica. Os japoneses afirmam que isso pôs fim a qualquer pretensão coreana relativa à reparação por bens culturais (ou de qualquer outra natureza).

#### O "Ouro de Yamashita"

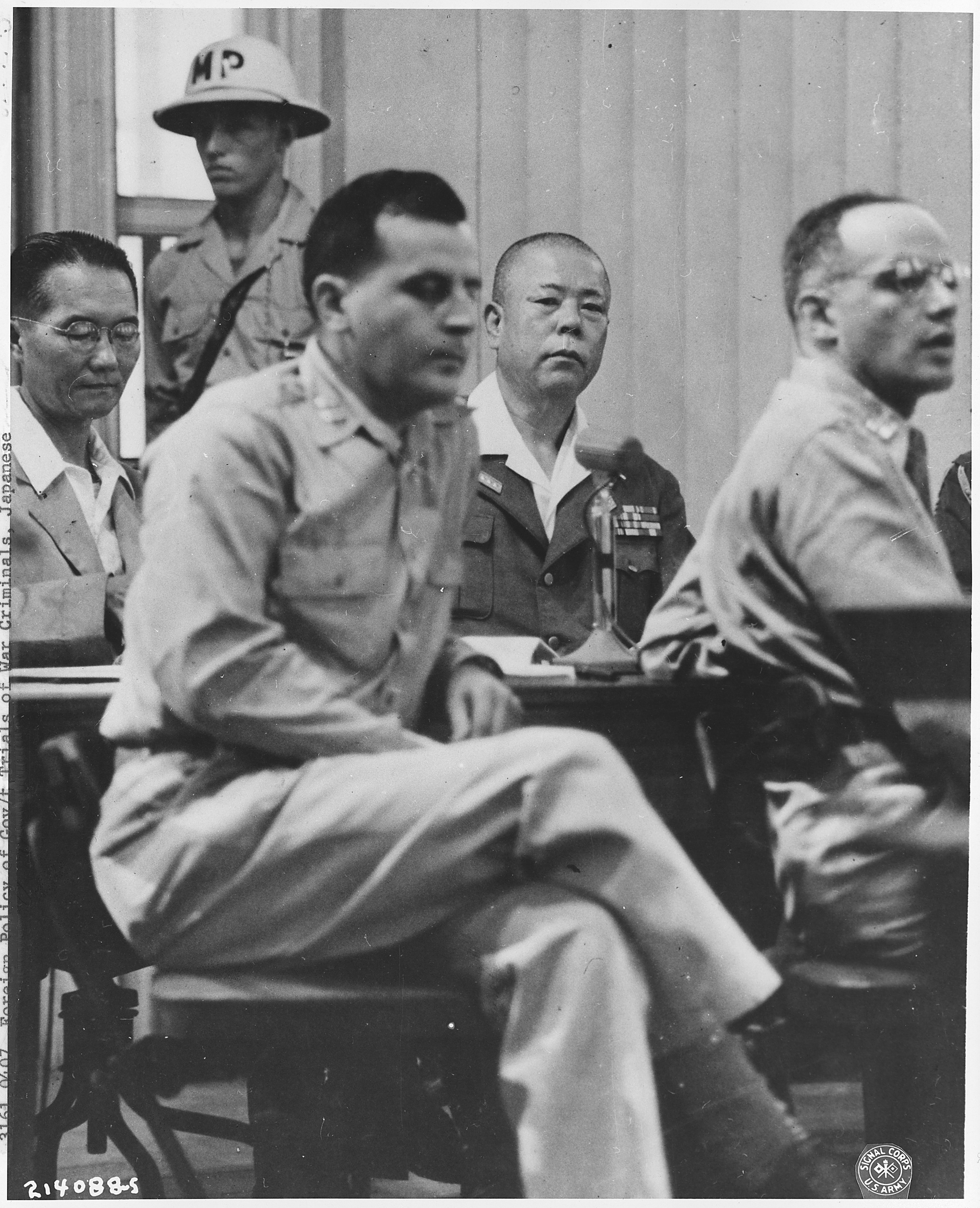
General Tomoyuki Yamashita (segundo à direita) sendo julgado em Manila, entre 29 de outubro e 7 de dezembro de 1945, por uma comissão militar estadunidense, por acusações relativas ao Massacre de Manila e ocorrências anteriores em Singapura, que lhe valeram a sentença de morte. O caso estabeleceu um precedente a respeito da responsabilidade dos comandantes por crimes de guerra, e tornou-se conhecido como o "Padrão Yamashita". A legitimidade do julgamento, excessivamente célere, tem sido questionada desde então: o "Tigre da Malásia" pode ter sido executado não por supostos crimes de guerra, mas numa verdadeira operação de "queima de arquivo".

Sterling e Peggy Seagrave, em seu livro de 2003, Gold Warriors: America’s secret recovery of Yamashita's gold — informam que depósitos secretos da pilhagem realizada no Sudeste asiático, foram criados pelos militares japoneses nas Filipinas entre 1942–45. Eles alegam que o roubo foi organizado em larga escala, seja por gangsters da yakuza como Yoshio Kodama, ou por autoridades sob as ordens do imperador Hirohito, que queria assegurar-se de que a maior parte do botim fosse para o governo imperial. Os Seagraves também alegam que, para garantir este propósito, Hirohito nomeou seu irmão, príncipe Chichibu, como cabeça de uma organização secreta denominada Kin no yuri ("Lírio Dourado", o título de um dos poemas do imperador).
Boa parte do produto da pilhagem teria sido transportado para o Japão antes do final da guerra, através da China e da Coreia (onde ajudaria a financiar a reconstrução do Japão no pós-guerra), mas um montante substancial ainda estaria oculto nas Filipinas, por conta do bem sucedido bloqueio submarino efetuado pelos estadunidenses.
Ainda segundo os Seagrave, no fim da guerra, agentes do serviço de inteligência estadunidense teriam descoberto a localização do tesouro (ou parte dele) saqueado pelas forças imperiais e oculto em vários cofres subterrâneos na região ao norte de Manila, Filipinas. Com todos os ingredientes de uma boa teoria da conspiração, os Seagrave afirmam que a imensa fortuna recuperada teria financiado um fundo político secreto, o  Black Eagle Trust, usado globalmente para combater o comunismo durante a Guerra Fria e como "caixa dois" para partidos políticos anticomunistas.
Entretanto, a história do "ouro de Yamashita" possui algumas inconsistências que não são explicadas pelos defensores da teoria. Yamashita, por exemplo, jamais foi um dos favoritos da cúpula militar japonesa, e parece altamente improvável que lhe confiassem uma tarefa tão delicada. O general chegou às Filipinas apenas em 1944, depois que seu protetor, o primeiro-ministro Hideki Tojo perdeu o cargo. Além disso, entre dezembro de 1944 e setembro de 1945, quando depôs as armas, Yamashita teve de mudar a localização do seu quartel-general pelo menos seis vezes, devido a ataques arrasadores e contínuos das forças estadunidenses. Dificilmente teria tempo e condições de criar algo tão elaborado como a suposta rede de cofres subterrâneos que abrigava o tesouro.

### Ataques em navios hospitalares
Os navios de hospital são pintados de branco com grandes cruzes vermelhas para mostrar que não são navios de combate, mas navios com feridos e equipe médica. O Japão assinou a Convenção de Haia de 1907 que declarou atacar um navio-hospital como crime de guerra.
- Em 23 de abril de 1945, o USS  Comfort  (AH-6) foi atingido por um avião suicida japonês. [83] O avião colidiu com três conveses explodindo em cirurgias que estavam cheias de pessoal médico e pacientes. [84] As vítimas foram 28 mortas (incluindo seis enfermeiras) e 48 feridas, com considerável danos ao navio. [85] [86][87]
- O USS  Hope  (AH-7) foi atacado e danificado durante a Batalha do Golfo de Leyte e a Batalha de Okinawa.[88][89][90]
- O USS  Relief  foi atacado e danificado em Guam em 2 de abril de 1945.[91]
- Em 19 de fevereiro de 1942, o HMHS  Manunda  foi bombardeado durante o Bombardeio de Darwin, 12 tripulantes e funcionários do hospital foram mortos e 19 outros ficaram gravemente feridos .[92]
- Em 14 de maio de 1943, o australiano AHS Centaur foi afundado pelo submarino japonês I-177 ao largo da Ilha Stadbroke com 268 vidas perdidas.[93]
- O navio hospital da Marinha Real Neerlandesa SS  Op ten Noort  foi bombardeado em 21 de fevereiro de 1942 no Mar de Java um cirurgião e três enfermeiras foram mortas, onze ficaram gravemente feridos. Após os reparos, em 28 de fevereiro de 1942, ela foi comandada pelo destróier japonês Amatsukaze perto da Ilha Bawean, interrompendo seu trabalho de resgate. Os japoneses a forçaram a transportar seus Prisioneiros de Guerra. Em 20 de dezembro de 1942, ela se tornou o Tenno Maru, um navio oficial do Hospital Japonês. A tripulação holandesa se tornou prisioneiros de guerra. Com o fim da guerra, o navio foi trocado pela primeira vez e depois afundado para cobrir o crime.[94][95]

## Reações pós-1945
Logo após a guerra, os Aliados indiciaram 25 indivíduos como criminosos de guerra Classe-A, e 5.700 indivíduos como criminosos Classe-B ou Classe-C. Destes, 984 foram inicialmente condenados à morte, 920 foram realmente executados, 475 sujeitos a prisão perpétua, 2944 receberam variadas penas de encarceramento, 1018 foram absolvidos e 279 não foram sentenciados ou não foram julgados. Este total incluía 178 taiwaneses étnicos e 148 coreanos étnicos. As acusações Classe-A foram todas julgadas pelo Tribunal Militar Internacional para o Extremo Oriente, também conhecido como "Julgamento de Tóquio". Outras cortes foram instituídas em vários locais diferentes da Ásia e do Pacífico.[carece de fontes?]

### O Julgamento de Tóquio

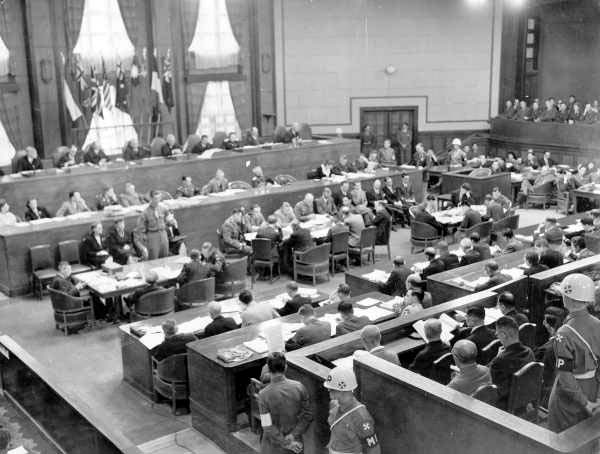
O Tribunal Militar Internacional para o Extremo Oriente em sessão, 1946

O Tribunal Militar Internacional para o Extremo Oriente foi constituído para julgar acusados no próprio território japonês.
Entre os oficiais de alta patente julgados, estavam Koichi Kido e Sadao Araki. Três ex-primeiros-ministros (nomeados): Koki Hirota, Hideki Tojo e Kuniaki Koiso foram condenados por crimes de guerra Classe-A. Duas pessoas condenadas por crimes Classe-A ocuparam posteriormente cargos de ministro em governos japoneses do pós-guerra:
- Mamoru Shigemitsu foi ministro das relações exteriores tanto durante a guerra quanto no governo pós-guerra de Ichiro Hatoyama.
- Okinori Kaya foi ministro das finanças durante a guerra e após a mesma serviu como ministro da justiça no governo Hayato Ikeda.

As acusações contra Shigemitsu e Kaya, ao tempo do Julgamento de Tóquio, foram consideradas consistentes o suficiente para condenar o primeiro a sete anos de prisão e o segundo à prisão perpétua. Shigemitsu, todavia, foi logo posto em liberdade condicional. Em meados da década de 1950, ao visitar os Estados Unidos na condição de chanceler, Shigemitsu foi recebido pelo general MacArthur e dele ouviu a seguinte declaração: penso que os assim chamados criminosos de guerra do Japão deveriam ser libertados. O chanceler, que compartilhava do mesmo pensamento, expôs a ideia para o Secretário de Estado dos Estados Unidos John Foster Dulles.
Uma semana mais tarde, por consenso das nações envolvidas no julgamento dos crimes de guerra em Tóquio, três dos últimos sete criminosos de guerra Classe-A foram libertados da prisão de Sugamo, após terem cumprido 10 anos, dois dias e dez horas de encarceramento (incluindo o período pré-julgamento). Eram eles: Okinori Kaya, Teiichi Suzuki e o coronel Kingoro Hashimoto. Ao ser libertado, o coronel declarou que estava "furioso até o fundo da alma com a injustiça e a irracionalidade dos julgamentos de crimes de guerra."
Hirohito e todos os membros da família imperial envolvidos com a guerra, tais como os príncipes Chichibu, Asaka, Takeda e Higashikuni foram isentados de processos criminais por MacArthur, com a ajuda de Bonner Fellers, que permitiu que os principais suspeitos de crimes de guerra combinassem previamente suas histórias de modo a poupar o imperador de qualquer acusação. Muitos historiadores criticam esta decisão. De acordo com John Dower, "com o total apoio do estado-maior de MacArthur, o processo funcionou, na verdade, como uma defesa em grupo do imperador" e mesmo ativistas japoneses que endossaram os ideais estabelecidos nos julgamentos de Nuremberg e Tóquio, e que trabalharam para documentar e dar publicidade às atrocidades do regime Showa "não podem defender a decisão americana de isentar o imperador de responsabilidade de guerra e depois, no arrepio da Guerra Fria, libertar e subsequentemente acolher abertamente criminosos de guerra de extrema-direita, como o posteriormente primeiro-ministro Nobusuke Kishi." Para Herbert Bix, "as medidas verdadeiramente extraordinárias de MacArthur para salvar Hirohito do julgamento como criminoso de guerra, tiveram um impacto duradouro e profundamente distorcido na compreensão dos japoneses sobre a guerra que perderam."

### Outros julgamentos

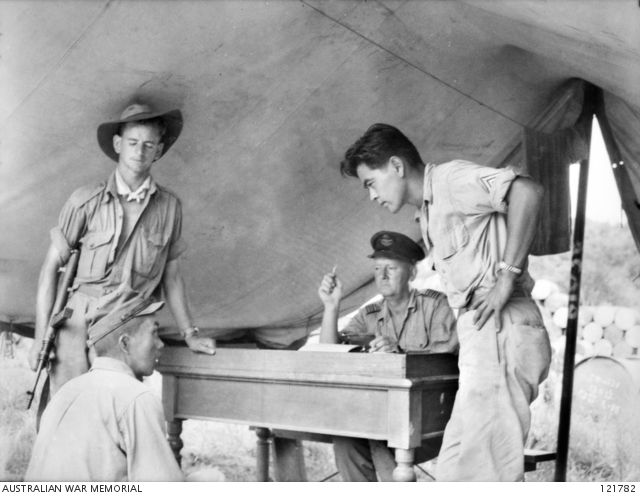
26 de outubro de 1945, Sandakan, Bornéu do Norte. Durante a investigação das Marchas da Morte de Sandakan e outros incidentes, o sargento Hosotani Naoji (à esquerda, sentado), membro da Kempeitai em Sandakan, é interrogado pelo Squadron Leader F. G. Birchall (segundo à direita) da Royal Australian Air Force, e pelo sargento Mamo (à direita), um nissei membro do Serviço de Tradutores e Intérpretes do Exército dos Estados Unidos. Naoji confessou ter atirado em dois prisioneiros de guerra australianos e em cinco civis, chineses étnicos.

Entre 1946–51, cerca de 5.600 membros das forças japoneses foram levados a juízo em mais de 2.200 julgamentos fora do Japão. Os juízes responsáveis vieram dos Estados Unidos, China, Reino Unido, Austrália, Países Baixos, França, União Soviética, Nova Zelândia, Índia e Filipinas. Adicionalmente, os comunistas chineses também realizaram julgamentos separados para membros das forças imperiais japonesas. Mais de 4.400 japoneses foram condenados e cerca de 1.000 foram sentenciados à morte. O maior julgamento de um grupo envolveu 93 membros das forças japonesas, acusados da execução sumária de mais de 300 prisioneiros de guerra aliados, no massacre de Laha (1942).
O mais proeminente coreano étnico condenado foi o tenente-general Hong Sa-ik, que orquestrou a organização dos campos de prisioneiros de guerra no sudeste da Ásia. Em 2006, o governo da Coreia do Sul "perdoou" 83 dos 148 criminosos de guerra coreanos, considerados "vítimas do imperialismo japonês".

### Desculpas oficiais
O governo japonês considera que as posições legal e moral pertinentes a crimes de guerra são distintas. Assim, embora sustentando que o Japão não violou leis ou tratados internacionais, os governos japoneses do pós-guerra reconheceram o sofrimento causado pelas forças militares imperiais e neste sentido, emitiram vários pedidos de desculpas. Por exemplo, o primeiro-ministro Tomiichi Murayama, em agosto de 1995, declarou que o Japão "através de seu domínio colonial e agressão, causou enormes danos e sofrimento às pessoas de muitos países, particularmente aquelas das nações asiáticas", e expressou seus "sentimentos de profundo remorso" e expressou suas "sinceras desculpas". Também, em 29 de setembro de 1972, o primeiro-ministro japonês Kakuei Tanaka declarou: "o lado japonês está intensamente consciente da responsabilidade pelos graves danos que o Japão causou no passado aos chineses através da guerra, e se auto-repreende profundamente."

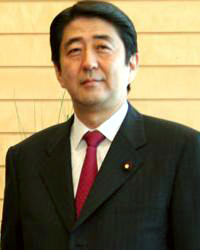
O primeiro-ministro Shinzo Abe declarou em 2007 que não havia evidências que comprovassem a prostituição forçada pelas tropas japoneses nos países ocupados.

Todavia, as desculpas oficiais são amplamente encaradas como inadequadas ou somente uma troca simbólica por muitos dos sobreviventes de tais crimes e/ou pelas famílias de vítimas mortas. Em outubro de 2006, enquanto o primeiro-ministro Shinzo Abe expressava suas desculpas pelos danos causados no período imperialista, mais de 80 legisladores japoneses do partido do governo visitavam o Santuário Yasukuni. Muitas pessoas prejudicadas por crimes de guerra das forças imperiais também sustentam que não foram expressas quaisquer desculpas por atos particulares e/ou que o governo japonês meramente expressou "arrependimento" ou "remorso". Em 2 de março de 2007, a questão foi novamente levantada por Abe, tendo ele negado que os militares houvessem forçado mulheres a se tornarem escravas sexuais durante a II Guerra Mundial. Segundo declarou, "o fato é que não há evidência para provar que houve coação". Antes do seu pronunciamento, um grupo de legisladores do Partido Liberal Democrata  também tentaram revisar as desculpas dadas por Yohei Kono em 1993 às ex-"mulheres de conforto". Contudo, isto provocou reações negativas na Ásia e em países ocidentais.
Algumas pessoas no Japão afirmam que o que está sendo exigido é que o primeiro-ministro japonês e/ou o imperador façam dogeza, gesto no qual o indivíduo se põe de joelhos e curva a cabeça até o chão — uma forma elevada de pedir desculpas nas sociedades da Ásia Oriental e que o Japão não parece muito disposto a fazer.  Alguns apontam para um gesto do chanceler da Alemanha Willy Brandt, o qual ajoelhou-se no monumento às vítimas judaicas do Gueto de Varsóvia, em 1970, como um exemplo de um gesto poderoso e eficaz de desculpas e reconciliação semelhante à dogeza, embora nem todos concordem com isso.
Citando o gesto de Brandt como um exemplo, John Borneman, professor adjunto de antropologia em Cornell, declara que, "um pedido de desculpas representa uma troca não-material ou puramente simbólica pela qual o transgressor voluntariamente rebaixa seu próprio status como pessoa". Borneman mais adiante declara que uma vez que tal tipo de desculpas é dado, a parte ofendida deve perdoar e buscar reconciliação, ou senão as desculpas não terão qualquer efeito. A parte ofendida pode rejeitar as desculpas por uma série de razões, uma das quais é evitar a reconciliação, porque, "ao manter a memória da ferida aberta, a recusa impede uma afirmação da mútua humanidade ao instrumentalizar o poder embutido no status de ser uma vítima permanente."
Consequentemente, alguns argumentam que a relutância de uma nação em aceitar os gestos conciliatórios que o Japão já fez, pode dever-se ao fato de não acharem que o Japão "se curvou" o bastante para assegurar desculpas sinceras. Por outro lado, alguns acreditam que uma nação em particular pode escolher rejeitar a reconciliação em busca de um status de "vítima" permanente, como forma de assegurar seu poder sobre o Japão.

### Indenizações
Há uma percepção arraigada de que o governo japonês não aceitou a responsabilidade legal por indenizações e, como consequência direta desta negação, falhou em compensar as vítimas individuais das atrocidades japonesas durante o Período Showa. Em particular, inúmeras organizações proeminentes de direitos humanos e de direitos da mulher insistem em que o Japão ainda possui a responsabilidade moral e/ou legal de indenizar indivíduos em particular, especialmente as escravas sexuais conscritas pelos militares japoneses em países ocupados e conhecidas como "mulheres de conforto".
O governo japonês aceitou oficialmente solicitações para indenização monetária de vítimas de crimes de guerra, conforme especificado na Declaração de Potsdam. Os detalhes desta indenização tem sido deixados a cargo de acordos bilaterais individuais com outros países, exceto a Coreia do Norte, porque o Japão reconhece apenas a  Coreia do Sul como o único governo legítimo da península coreana. Nos países da Ásia envolvidos, reivindicações de indenização ou foram abandonadas pelos respectivos países, ou pagos pelo Japão sob a compreensão específica de que deveria ser usada para compensação individual. Todavia, em alguns casos, tais como na Coreia do Sul, a indenização não foi paga às vítimas pelo governo, mas foi usado para projetos cívicos e outras obras. Devido a isto, grande número de vítimas na Ásia não receberam qualquer indenização.
Logo, a posição oficial do governo japonês é que o canal competente para reivindicações adicionais é o governo do país dos respectivos reclamantes. Em consequência, todas as reivindicações de indenizações individuais levadas às cortes japonesas têm fracassado. Este foi o caso do pequeno número de ações levadas às cortes estadunidenses, todas as quais foram rejeitadas, e de um prisioneiro de guerra britânico que tentou sem sucesso processar o governo japonês por uma indenização monetária adicional. Por conta disso, o governo do Reino Unido posteriormente pagou uma indenização adicional para todos os prisioneiros de guerra britânicos. Existem queixas no Japão de que a mídia internacional simplesmente declarava que ex-prisioneiros de guerra estavam exigindo indenizações e deixavam de esclarecer que eles estavam buscando indenizações adicionais, em acréscimo àquelas previamente pagas pelo governo japonês. Mas, ainda persistem dúvidas sobre o valor das indenizações, particularmente quando confrontadas com aquelas pagas pela Alemanha no pós-guerra.

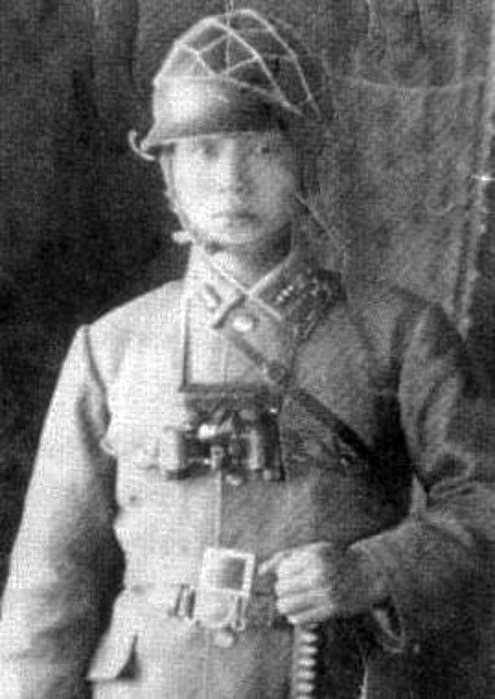
Park Chung-hee, presidente da Coreia do Sul na década de 1960, em foto da II Guerra Mundial quando cumpria o serviço militar obrigatório no Exército Imperial Japonês em Manchukuo.

Durante a negociação do tratado com a Coreia do Sul, o governo japonês propôs-se a pagar indenizações monetárias para vítimas coreanas individuais, em conformidade com os pagamentos a prisioneiros de guerra ocidentais. Em vez disso, o governo coreano (sob o domínio de uma ditadura e sem qualquer debate com a sociedade civil), insistiu que o Japão pagasse o dinheiro coletivamente a ele, governo, e foi o que ocorreu. O governo sul-coreano então usou os fundos supostamente para o desenvolvimento econômico do país. O conteúdo das negociações não foi liberado pelo governo sul-coreano até 2004, embora fosse de conhecimento público no Japão. Quando a informação foi divulgada na Coreia do Sul, inúmeros queixosos entraram na justiça, numa tentativa de processar o governo para que indenize as vítimas individualmente.
Existem aqueles que insistem que, pelo fato dos governos da China e Taiwan terem abandonado suas reivindicações de indenização monetária, então a responsabilidade moral e/ou legal de indenização pertence a estes governos. Tais críticos também assinalam que mesmo que estes governos tenham abandonado tais reivindicações, eles assinaram tratados que reconheceram a transferência de ativos coloniais japoneses para os respectivos governos locais. Logo, afirmar que estes governos não receberam qualquer indenização por parte do Japão é incorreta, e que eles deveriam ter compensado as vítimas individuais com o lucro de tais transferências. Todavia, outros argumentam que ativos coloniais japoneses, em grande proporção foram construídos ou roubados através de extorsão ou pelo uso da força em países ocupados, como as obras de arte furtadas (ou roubadas) pelos nazistas através da Europa durante a II Guerra Mundial.
O governo japonês, embora não admita responsabilidade legal pelas chamadas "mulheres de conforto", instituiu o  Asian Women's Fund em 1995, o qual tinha o intuito de compensar financeiramente pessoas que afirmassem terem sido forçadas a se prostituir durante a guerra. Embora esta organização tenha sido fundada oficialmente pelo governo, legalmente possuía a estrutura de uma entidade independente de caridade. As atividades do fundo foram encaradas de forma controvertida no Japão, bem como por parte das organizações internacionais que apoiam as mulheres envolvidas. Alguns argumentaram que tal fundo fez parte da contínua recusa do governo japonês em encarar suas responsabilidades, enquanto que outros disseram que o governo japonês há muito quitou sua responsabilidade com vítimas individuais e estava meramente corrigindo as falhas dos próprios governos das vítimas. Entretanto, se o número de mulheres indenizadas representa o sucesso da iniciativa, o fundo foi um completo fracasso: ele encerrou suas atividades em maio de 2002, tendo indenizado apenas 188 mulheres com  15 mil dólares cada uma. A imensa maioria das sobreviventes, entre as cerca de 200 mil ex-escravas sexuais, recusaram-se a receber esta quantia e exigiram indenizações e desculpas formais do estado japonês.

#### Indenização intermediária
A expressão "indenização intermediária" foi empregada em referência à remoção e realocação de ativos da indústria japonesa (particularmente do complexo industrial-militar) para países Aliados. Isso foi realizado sob a supervisão das forças de ocupação aliadas. Esta realocação foi citada como "intermediária" porque não foi estabelecida através de tratados bilaterais, os quais liquidaram todas as pendências de indenizações existentes.

#### Indenizações sob o Tratado de São Francisco
Com a assinatura do Tratado de São Francisco, o Japão perdeu quase todos os seus recursos ultramarinos e teve que pagar vultosas indenizações aos Aliados e a ex-prisioneiros de guerra.

##### Indenização em ativos ultramarinos  japoneses
Ativos ultramarinos japoneses referem-se a todos os ativos de propriedade do governo, empresas, organizações e particulares japoneses, em países colonizados ou ocupados. De acordo com a Cláusula 14 do Tratado de São Francisco, as forças Aliadas confiscaram todos os ativos ultramarinos japoneses, exceto aqueles na China, os quais foram tratados pela Cláusula 21. Foi considerado que a Coreia também possuía direitos, estipulados pela Cláusula 21.

| Coreia              | 70.256.000.000   |
| Taiwan              | 42.542.000.000   |
| Nordeste da China   | 146.532.000.000  |
| Norte da China      | 55.437.000.000   |
| Centro-Sul da China | 36.718.000.000   |
| Outros              | 28.014.000.000   |
| Total               | ¥379.499.000.000 |

##### Indenização para prisioneiros de guerra aliados
A Cláusula 16 do Tratado de São Francisco estabeleceu que o Japão transferiria seus ativos e aqueles de seus cidadãos nos países Aliados com o qual havia estado em guerra ou que eram neutros ou equivalentes, para a Cruz Vermelha, a qual os venderia e distribuiria os recursos para ex-prisioneiros de guerra e suas famílias. Em conformidade, o governo e particulares japoneses pagaram 4.500.000 libras esterlinas à Cruz Vermelha.

##### Territórios Aliados ocupados pelo Japão
A Cláusula 14 do tratado estabeleceu que o Japão entraria em negociações com as potências Aliadas cujos territórios foram ocupados pelo Japão e que sofreram danos causados pelas forças japonesas, com vistas a que o Japão compensasse estes países pelos danos.
Em conformidade, as Filipinas e o Vietnã do Sul receberam indenizações em 1956 e 1959, respectivamente. Birmânia e Indonésia não estavam entre os signatários originais, mas posteriormente assinaram tratados bilaterais de acordo com a Cláusula 14 do Tratado de São Francisco.

| Birmânia  | 72.000.000.000   | 200.000.000      | 5 de novembro de 1955 |
| Filipinas | 198.000.000.000  | 550.000.000      | 9 de maio de 1956     |
| Indonésia | 80.388.000.000   | 223.080.000      | 20 de janeiro de 1958 |
| Vietnã    | 14.400.000.000   | 38.000.000       | 13 de maio de 1959    |
| Total     | ¥364.348.800.000 | US$1.012.080.000 |                       |

O último pagamento foi feito nas Filipinas em 22 de julho de 1976.

### Debate no Japão

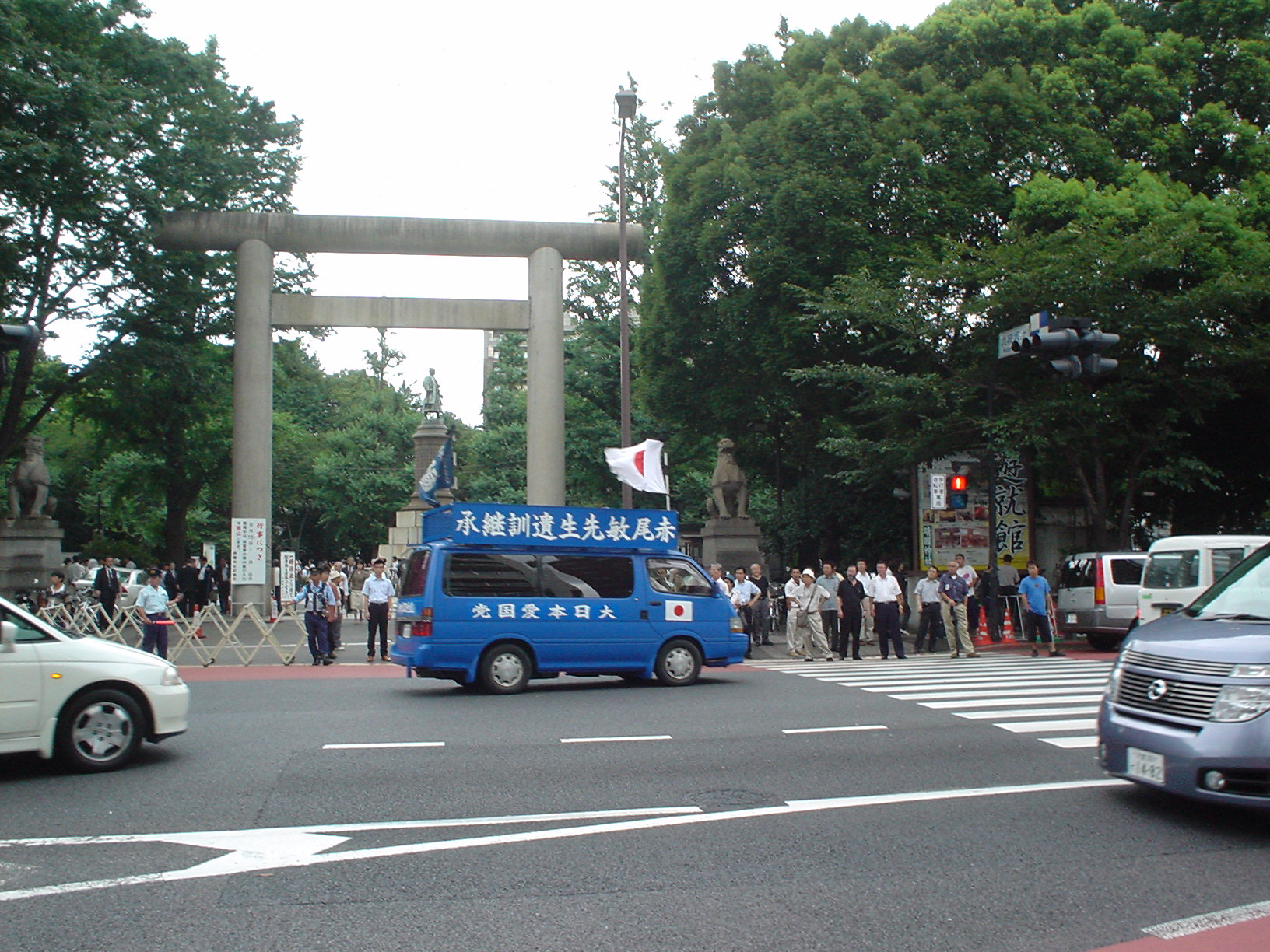
Carro de som de um grupo de extrema-direita japonesa (uyoku dantai), num protesto próximo ao Santuário Yasukuni, no aniversário de 2006 da rendição incondicional do Japão (15 de agosto).

Há uma percepção arraigada fora do Japão, de que existe relutância no país em discutir tais eventos e/ou admitir que houve crimes de guerra. Contudo, os eventos controvertidos da era imperial japonesa são debatidos abertamente na mídia, com vários partidos políticos e grupos ideológicos assumindo posições bastante diferentes. O que diferencia o Japão da Alemanha e Áustria, é que no Japão não há restrição à liberdade de expressão relativa a este assunto, enquanto que na Alemanha, Áustria e vários outros países europeus, o revisionismo do Holocausto é considerado uma ofensa criminal.
Até a década de 1970, tais debates eram considerados temas periféricos na mídia. Na mídia japonesa, as opiniões políticas de centro e de esquerda costumam dominar os editoriais dos jornais, enquanto a direita costuma dominar as revistas. Os debates a respeito de crimes de guerra estavam majoritariamente confinados aos editoriais de tabloides onde apelos pela derrubada da "América imperialista" e a revivida veneração ao imperador coexistiam com pornografia. Em 1972, para comemorar a normalização das relações com a China, o Asahi Shimbun, um importante jornal liberal, publicou uma série sobre crimes de guerra japoneses na China, incluindo o Massacre de Nanquim. Isto abriu as comportas para debates que continuam desde então. A década de 1990 é geralmente considerada como o período no qual tais assuntos tornaram-se verdadeiramente predominantes, e incidentes tais como o Massacre de Nanquim, Santuário Yasukuni, mulheres de conforto, a precisão histórica dos livros escolares japoneses e a validade do Julgamento de Tóquio foram debatidos, mesmo na televisão.
Como o consenso dos juristas japoneses é que as forças imperiais tecnicamente não cometeram violações da lei internacional, muitos uyoku dantai no Japão tomaram isso na acepção de que os julgamentos de crimes de guerra foram exemplos da justiça dos vencedores. Eles encaram os condenados por crimes de guerra como Showa Junnansha (ou Mártires do Showa), sendo "Showa" o nome dado ao reinado de Hirohito. Esta interpretação é vigorosamente contestada por grupos pacifistas e pela esquerda política japonesa. No passado, estes grupos costumavam argumentar que os tribunais possuíam alguma validade, fosse pela Convenção de Genebra (mesmo considerando-se que o Japão não a assinou), ou sob um conceito vago de direito ou consenso internacional. Alternativamente, eles têm argumentado que, embora estes julgamentos possam não ter sido tecnicamente válidos, ainda assim são justos, algo que está em consonância com a opinião popular no Ocidente e no resto da Ásia.
No início do século XXI, o interesse revivido pelo passado imperial do Japão trouxe à baila novas interpretações de grupos rotulados como "nova direita" e "nova esquerda". Tais grupos salientam que muitos atos cometidos pelas forças japonesas, incluindo o Incidente de Nanquim (eles geralmente não usam a palavra "massacre"), foram violações do código militar japonês. Foi sugerido que se tribunais de crimes de guerra houvessem sido conduzidos pelo governo japonês do pós-guerra, em estrita conformidade com as leis militares japonesas, muitos daqueles que foram acusados ainda assim teriam sido condenados e executados. Logo, do ponto de vista moral e legal houve falhas dos militares e do governo japonês, ao não executarem seu papel constitucionalmente definido.
A nova direita/esquerda também assume o ponto de vista de que os Aliados não cometeram crimes de guerra contra o Japão, porque o Japão não era signatário da Convenção de Genebra, e, como vencedores, os Aliados tinham todos os direitos de exigir algum tipo de reparação, com a qual o Japão concordou em vários tratados.
Todavia, sob a mesma lógica, a nova direita/esquerda considera que o assassinato de chineses suspeitos de atividades de guerrilha foi perfeitamente legal e válido, inclusive aqueles que foram mortos em Nanquim, por exemplo. Eles também assumem o ponto de vista que muitas baixas entre civis chineses foram a resultante de táticas de terra queimada dos chineses nacionalistas. Embora tais táticas sejam discutivelmente legais, a nova direita/esquerda assume a posição de que algumas das mortes de civis acarretadas por esta tática são erroneamente atribuídas aos militares japoneses. De forma semelhante, assumem a posição de que aqueles que tentaram processar o governo japonês em busca de indenizações não tinham qualquer caso legal e/ou moral para apresentar.
A nova direita/esquerda também encara de forma menos simpática as colocações coreanas de que também teria sido vítima, porque antes da anexação pelo Japão, a Coreia era tributária da Dinastia Qing e, de acordo com eles, a colonização japonesa, embora indubitavelmente dura, foi melhor do que o domínio anterior em termos de direitos humanos e desenvolvimento econômico.
Também argumentam que o Kantogun (também conhecido como "Exército de Kwantung") foi ao menos parcialmente responsável pelas atrocidades. Embora o Kantogun fosse na época nominalmente subordinado ao alto comando japonês, sua liderança demonstrava significativa auto-determinação, conforme demonstrado na trama do assassinato de Zhang Zuolin em 1928, e no Incidente de Mukden de 1931, o qual levou à fundação do estado fantoche de Manchukuo em 1932. Além disso, nesta época, era política oficial do alto comando japonês confinar o conflito à Manchúria. Mas, num desafio ao alto comando, o Kantogun achou conveniente invadir a China, sob o pretexto do Incidente da Ponte Marco Polo. Todavia, o governo japonês não somente falhou em levar os oficiais responsáveis por estes incidentes à corte marcial, mas também aceitou a guerra contra a China, e muitos dos que estavam envolvidos foram promovidos (bem como alguns dos oficiais envolvidos no Massacre de Nanquim).
Se Hirohito foi ou não responsável por tais malogros é um ponto de atrito entre a nova direita e a nova esquerda. Oficialmente, a constituição imperial, adotada sob o imperador Meiji, concedia plenos poderes ao imperador. O artigo 4 determinava que "o Imperador é o cabeça do Império, combinando em Sua pessoa os direitos de soberania, e os exercita, de acordo com as cláusulas da  presente Constituição" e o artigo 11 prescrevia que "o Imperador possui o comando supremo do Exército e Marinha".
Para o historiador Akira Fujiwara, a tese de que o imperador não possuía autoridade para reverter decisões do gabinete é um mito (shinwa) fabricado no pós-guerra. Outros argumentam que Hirohito deliberadamente modelou sua gestão ao modo da monarquia constitucional britânica, e que sempre aceitava as decisões e consensos atingidos pelo alto comando. De acordo com esta posição, o fracasso moral e político repousa primariamente nos membros do Alto Comando Japonês e do Gabinete, a maior parte dos quais foram posteriormente condenados no Tribunal dos Crimes de Guerra de Tóquio como criminosos de guerra classe-A, ficando à parte todos os membros da família imperial, tais como os príncipes Chichibu, Asaka, Takeda e Higashikuni.

### Reinterpretações controvertidas fora do Japão
Alguns ativistas fora do Japão também apresentaram reinterpretações controvertidas do imperialismo japonês. Por exemplo, os pontos de vista de Ji Man-Won, ex-oficial direitista da Coreia do Sul, têm causado controvérsia na Coreia e além. Ji tem elogiado o Japão por "modernizar" a Coreia, e declarou sobre as mulheres forçadas a tornarem-se escravas sexuais: "a maioria das velhas que afirmam ser ex-mulheres de conforto, ou escravas sexuais dos militares japoneses durante a II Guerra Mundial, são fraudes". No sudeste asiático, tais opiniões são amplamente consideradas como ofensivas, difamatórias das mulheres envolvidas e representando revisionismo histórico, semelhante ao daqueles que negam o Holocausto na Europa.

### Investigações posteriores

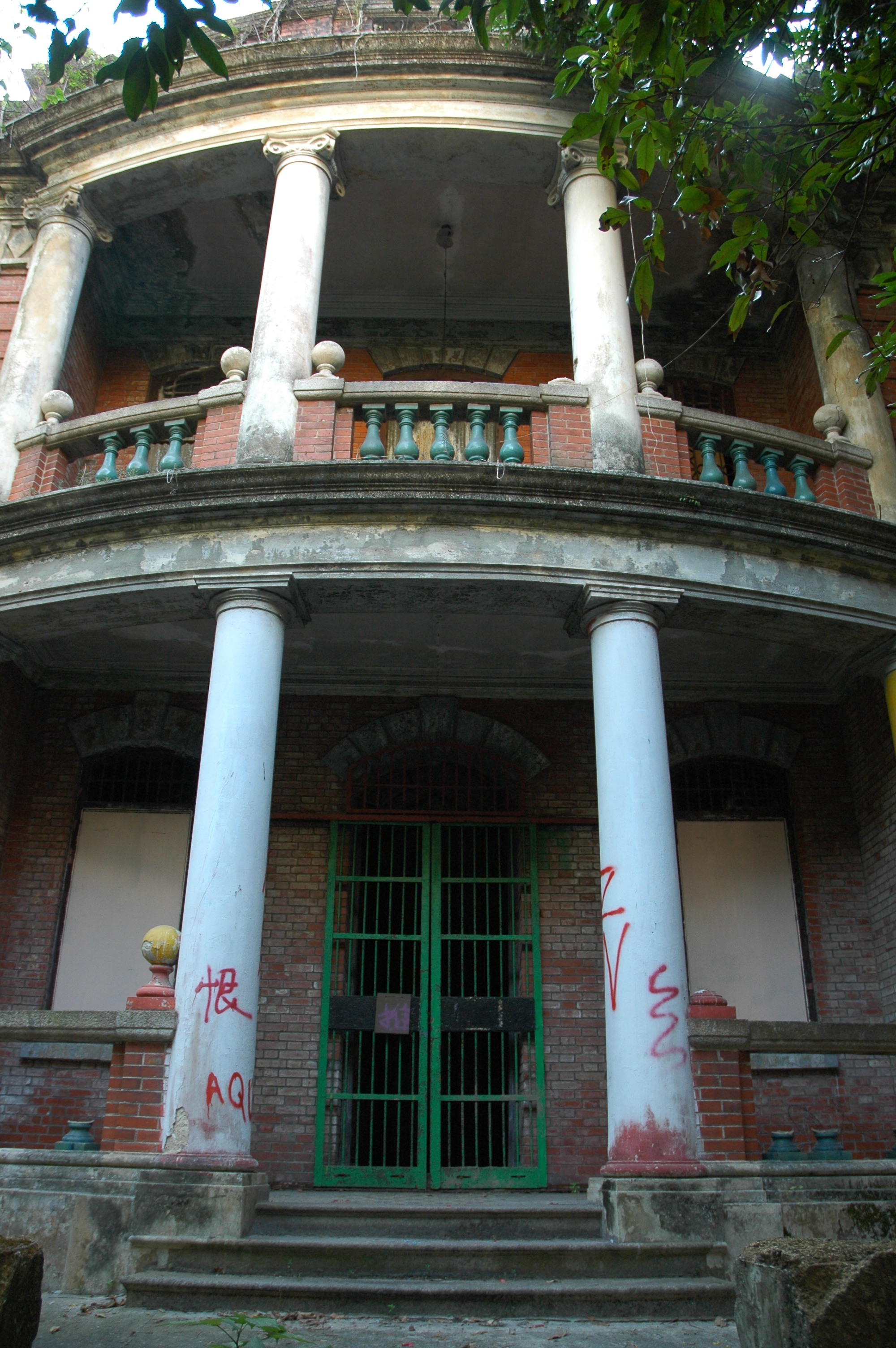
Fantasmas da guerra: Nam Koo Terrace, um palacete em Hong Kong construído em 1918 e abandonado há décadas, do qual diz-se ser frequentado por fantasmas de "mulheres de conforto", mortas ali pelos japoneses.

Da mesma forma que nas investigações de criminosos de guerra nazistas, investigações oficiais e inquéritos ainda estão em andamento. Durante os anos 1990, o governo da Coreia do Sul iniciou investigações de alguns indivíduos que alegadamente enriqueceram colaborando com os militares japoneses. Na Coreia do Sul, também alega-se que na vigência do clima político da Guerra Fria, muitos de tais indivíduos e/ou seus associados ou parentes tornaram-se capazes de obter influência com a riqueza adquirida em colaboração com os japoneses e auxiliaram na cobertura, ou na não investigação de crimes de guerra, a fim de não incriminarem a si mesmos.
Órgãos não-governamentais e particulares também realizaram suas próprias investigações. Por exemplo, em 2005, um jornalista independente sul-coreano, Jung Soo-woong, localizou no Japão alguns descendentes de pessoas envolvidas no assassinato em 1895 da imperatriz Myeongseong (rainha Min), a última imperatriz da Coreia. O assassinato foi obra da Sociedade do Oceano Escuro, talvez sob os auspícios do governo japonês, por causa do envolvimento da imperatriz nas tentativas de reduzir a influência japonesa na Coreia. Jung registrou os pedidos de desculpas dos entrevistados.
Visto que estas investigações continuam, mais evidências são descobertas todos os dias. Tem sido declarado que o governo japonês destruiu intencionalmente os registros sobre mulheres de conforto coreanas. Alguns têm citado registros de inventário japoneses e relações de empregados no campo de batalha como evidência desta firmação. Por exemplo, um dos nomes na lista era o de uma mulher de conforto que declarou ter sido forçada à prostituição pelos japoneses. Ela foi classificada como enfermeira juntamente com pelo menos uma dúzia de outras mulheres de conforto comprovadas, que não eram nem enfermeiras nem secretárias. Atualmente, o governo da Coreia do Sul está investigando centenas de outros nomes nestas listas.
Informação sensível a respeito da ocupação japonesa da Coreia é frequentemente difícil de obter. Muitos argumentam que isto se deve ao fato do governo do Japão ter enveredado por caminhos escusos para encobrir muitos incidentes que de outra forma levariam a sérias críticas internacionais. Por seu lado, os coreanos frequentemente tem expresso sua repulsa pela experimentação com seres humanos levada a cabo pelo Exército Imperial Japonês, onde pessoas com frequência tornavam-se cobaias em experimentos macabros com nitrogênio líquido ou programas de desenvolvimento de armas biológicas (ver artigo sobre a  Unidade 731). Embora alguns testemunhos vívidos e perturbadores tenham sobrevivido, eles são amplamente negados pelo governo japonês até a presente data.

#### Notícias sobre filmes e documentários
- «Diretor chinês coloca na tela Julgamento de Tóquio»
- «Documentário japonês revive memórias da guerra»
- «Filme sobre massacre japonês na 2.ª Guerra estreia na China»

### Em inglês
- «Battling Bastards of Bataan»
- «Biochemical Warfare - Unit 731". Alliance for Preserving the Truth of Sino-Japanese War.» Sem data.
- «Cannibalism". Dan Ford, "Japan at War, 1931-1945"» Setembro de 2007.
- «Confessions of Japanese war criminals".» Sem data.
- «Chalmers Johnson, "The Looting of Asia"» in London Review of Books, 20-11-2003
- «History of Japan's biological weapons program"», Federation of American Scientists, 16-04-2000
- «Ji Man-Won's website (em coreano)» Várias datas.
- «Justin McCurry, "Japan's sins of the past"» in The Guardian, 28-10-2004
- «Nanking 1937"», Princeton University, 09-11-1997
- «Nazi War Crimes and Japanese Imperial Government Records Interagency Working Group (IWG)» U.S. National Archives and Records Administration (NARA). Sem data.
- «No Riot Apology"» Sky News (UK), 17-04-2005
- «The Other Holocaust"» Sem data.
- «Rape of Queen MIN"» 2002
- «R.J. Rummel, "Statistics Of Japanese Democide: Estimates, Calculations, And Sources"» Universidade do Havaí, 2002
- «Shane Green. "The Asian Auschwitz of Unit 731"» in The Age, 29-08-2002
- «Statement by Prime Minister Tomiichi Murayama"», 15-08-1995
- «Synopses of Yokohama Trials of War Crimes against Japanese Defendants (UC Berkeley WCSC)"»
- «Steven Butler, "A half century of denial: the hidden truth about Japan's unit 731"» in US News & World Report,  31-07-1995
- Borneman, John. «Can Public Apologies Contribute to Peace?  An Argument for Retribution» (PDF). Cornell University. Consultado em 29 de julho de 2006. Arquivado do original (PDF) em 24 de agosto de 2006

### Em português
- «Massacre japonês assustou até nazista»
- «Orgia provoca atritos entre China e Japão»
- «Setenta anos após o "Massacre de Nanquim"»

#### Revisionismo
- «A guerra da História da Ásia»

#### Violência sexual
- «As mulheres de alívio»
- «Vítimas de escravidão sexual lançam apelo»